# Maître de 1310
Le Maître de 1310 est un maître anonyme italien, principal peintre local à Pistoia durant le premier tiers voire la première moitié du Trecento / XIVe siècle italien. Il doit son nom de convention à la Maestà Paci, datée de 1310, aujourd'hui conservée au Musée du Petit Palais en Avignon.
Sa fortune critique est dès la définition de son corpus des plus singulières :
« Le maître de 1310 fut peut-être le personnage le plus violemment excentrique et imprévisible du début du XIVe siècle toscan » (De Marchi 1986);
« fusion de la tension expressive avec une certaine élégance gothique [...] sa tendance au raffinement semble bloquée par un besoin d’expression allant jusqu’à la déformation » (Gagliardi 1993);
« l'esprit bizarre et quasi lunatique du Maître de 1310 » (De Marchi 2020);
« ce tempérament si particulier, singulièrement anti-gracieux, parfois surréaliste, qui se mesure dans les peintures du maître, dépasse de loin par son excentricité même les épisodes les plus hétérodoxes de l’équipe frondiste de Florence, trouvant comme seules comparaisons possibles la « passion des Ombriens » ou l’inspiration très particulière, para-bolognaise, de Buffalmacco mature » (Marrone 2021)...
Du fait de ses œuvres fidèles aux schémas picturaux du Duecento, enrichies d'une remarquable sensibilité gothique, fortement expressives et refusant manifestement le nouveau langage giottesque, le Maître de 1310 est catalogué parmi les peintres de la fronde giottesque - aux premiers rangs desquels figurent deux maîtres florentins qui ont œuvré à Pistoia, le Maître de Figline et Lippo di Benivieni.
Son influence sur la peinture locale à Pistoia se décline via le Maître de la Maestà civique de Pistoià (anciennement dénommé Maître de 1336) (act. 1325-45) et au-delà de 1350 via le Maître de Popiglio (act. 1345-75), les deux plus importants artistes locaux après la disparition du maître.
En 2021 Marrone propose d'identifier le Maître de 1310 à Lazzerino Castelli (documenté de 1307 à 1346 - probablement mort de la peste noire). En l'absence de document associé aux œuvres du Maître de 1310, l'argument principal est la correspondance entre la prédominance des mentions de l'atelier florissant de Castelli dans les documents d'archives de la période 1300-1350, et la position majeure du Maître de 1310 sur la même période. Dans le même article, Marrone propose d'identifier le Maître de la Maestà civique de Pistoia et le Maître de Popiglio à deux des fils de Castelli, respectivement Tommaso et Iacopo.

## Contexte
« On avait oublié qu’au début du Trecento, et jusque dans les années vingt, la peinture florentine était loin de former un bloc autour de Giotto. Oubliés le Maître de Sainte Cécile, Lippo di Benivieni, le Maître du Codex de saint Georges, le Maître de Figline/Maître de la Pietà Fogg, le Maître de 1310, pour ne citer que quelques-uns des plus remarquables rebelles à la vision souveraine de Giotto. Et oubliés jusqu’à nos jours, leur nom même, pour la plupart, restant inconnu. Pourtant leurs rares ouvrages parvenus jusqu’à nous sont d’autant plus précieux qu’ils révèlent la persistance de la tradition expressive, pathétique du Duecento, et de la séduction gothique – ou récupérée par celle-ci. Ce sont, le plus souvent, des œuvres de petit format, issues des « histoires » qui accompagnaient les crucifixions ou les tableaux d’autel, ainsi que des manuscrits enluminés. Ces « dissidents » s’y livraient volontiers au mouvement, à l’émotion, suggérant un état d’esprit ou un sentiment qui requérait un effort d’imagination pour percevoir aussi bien les nuances psychologiques que les subtilités du dessin et du coloris. Agitation, élongation, déformation, on trouve là toutes les manifestations d’une approche sensible, passionnée, qui dissimule un lyrisme sous-jacent fort éloigné de la retenue des figures giottesques. [...]
Ces « rebelles » et quelques autres, en ce premier quart du Trecento, se séparent de Giotto à la fois par leur attachement à l’expressivité et par leur ouverture à la flexibilité. Doit-on les qualifier d’archaïques, d’irrationnels ? Seulement dans la mesure où l’on peut ou veut voir chez Giotto une démarche rationnelle. Ce ne sont pas des retardataires, mais les témoins d’une autre sensibilité, dans cette Florence où le développement du commerce et de la finance suscitait d’optimistes ambitions. Le peu d’œuvres subsistant ne permet guère de se faire une idée de leur situation par rapport à Giotto. Il est probable que dans les années 1320, la bottega giottesque dominait le marché à Florence et alentour, ne laissant que des miettes à la concurrence. Aussi la dissidence ne dura-t-elle qu’une génération. Vers 1330 il n’y avait plus de place pour un peintre déviationniste comme Buonamico Buffalmacco. » Gagliardi, La Conquête de la peinture (1993)
Dans le cas du Maître de 1310 toute son activité est indéfectiblement liée à la ville de Pistoia, où il semble être né et formé à la fin du XIIIe siècle. Il est donc probable que la position artistique anti-giottesque de son atelier soit également le reflet d'une prise de position citoyenne, en réaction à l'ingérence politique, économique et culturelle de Florence sur Pistoia, qui tout au long de sa vie (entre approximativement 1280 et 1330) ne va cesser de croître :
Dans l'interminable conflit opposant guelfes et gibelins, la bataille de Campaldino (1289) a été irréversible pour le parti gibelin en Toscane. Mais si les guelfes sont vainqueurs, ils ne tardent pas à se diviser en luttes internes : c'est à Pistoia même vers 1295 que va naître l'opposition entre guelfes blancs et noirs, qui va rapidement s'étendre à Florence puis à toute la Toscane, parfois clairement envenimée par les papes, en particulier Boniface VIII (p. 1295-1303) et Jean XXII (p. 1316-1334). En 1301, les guelfes noirs avec l'appui de Charles de Valois prennent le contrôle de Florence ; les derniers guelfes blancs, condamnés à mort, fuient - parmi eux figure Dante. Au gré des luttes de pouvoir, en l'occurrence entre Florence et Lucques, les Florentins assiègent Pistoia en 1306 et après des longs mois de siège, la ville affamée se rend le 11 avril 1306 : ses fortifications sont rasées. Dès lors de nombreux Pistoïens hostiles à la guelfe Florence suivent avec espoir les brèves résurgences gibelines qui vont se succéder au cours du XIVe siècle. La première est certainement la campagne italienne menée par l'empereur Henri VII (r. 1308-1313), qui échoue aux portes de Florence (siège d'octobre-novembre 1312). De 1313 à 1321, Pistoia au même titre que Florence passe sous la protection de Robert d'Anjou (r. 1309-1343), appelé à l'aide pour lutter contre les ambitions des nouveaux seigneurs de Pise et Lucques, Uguccione della Faggiuola et Castruccio Castracani, vainqueurs sur la coalition florentine (incluant les troupes pistoïennes) en 1315 à Montecatini... C'est ensuite le fils de Robert d'Anjou, Charles d'Anjou, duc de Calabre, nommé en décembre 1325 pour dix ans régent, défenseur et protecteur de Florence, qui doit faire face à une nouvelle résurgence gibeline : la campagne en 1327 du nouvel empereur Louis IV (r. 1314/1328-1347). Mais la mort de Castruccio en 1328 et le retour de Louis IV en Allemagne en février 1330 sonnent le glas des espérances gibelines. En 1331, Florence impose un capitaine du peuple florentin à Pistoia : Pistoia est désormais soumise.

## Évolution du corpus
Longhi est à l'origine de la définition de ce maître anonyme (et d'un premier et vaste corpus), qu'il voit comme l'une des plus grandes figures de la peinture ombrienne [sic] du Trecento (XIVe siècle), bien que Garrison dès 1949, sur une suggestion de Offner, ait déjà signalé la matrice pistoïenne du panneau Paci. En parallèle dès le début des années 1950, Schorr, Meiss mettent en avant les très fortes similitudes entre ce panneau Paci et une Vierge à l’enfant entre quatre saints (Retable Umiliati, Musée de Pistoia) provenant de l’église de San Francesco (Pistoia), et séparent le corpus toscan du corpus ombrien, ce dernier donnant lieu à la définition d'un maître anonyme spécifique, le Maître du diptyque Cini ou Maître du diptyque Poldi Pezzoli, aujourd'hui dénommé selon son œuvre principale Maître de la croix de Trevi.
Quelques années plus tard, en 1974, l'article monographique de Donati établit un premier travail de référence concernant le maître, qu'il positionne au centre voire à l'origine de l'école de Pistoia, école indépendante des grands centres picturaux (Florence, Sienne et Pise). Le corpus canonique défini s'appuie principalement sur la Maestà Paci et le retable Umiliati du musée de Pistoia.
Plus tardivement De Marchi (2012, 2020) suivi de Marrone (2021) attribuent au Maître de 1310 le corpus le plus ancien du Maître de la Maestà civique de Pistoia, maître pistoïen anonyme créé également par Donati (en 1976) sous la dénomination de Maître de 1336. Donati avait réuni sous ce même maître - avec quelques doutes dès sa définition - un premier et plus ancien ensemble d'œuvres sur panneau (Polyptyque d'Empoli, Polyptyque de Popiglio) très influencées par le Maître de 1310 à un second ensemble d'œuvres principalement murales, au premier rang desquelles figure la Maestà de l'hôtel de ville de Pistoia (réalisé vers 1345 en hommage à un événement daté de 1336), ouvert à bien d'autres influences...

## Le corpus canonique

### Maestà Paci(datée 1310), Avignon, Musée du petit-palais

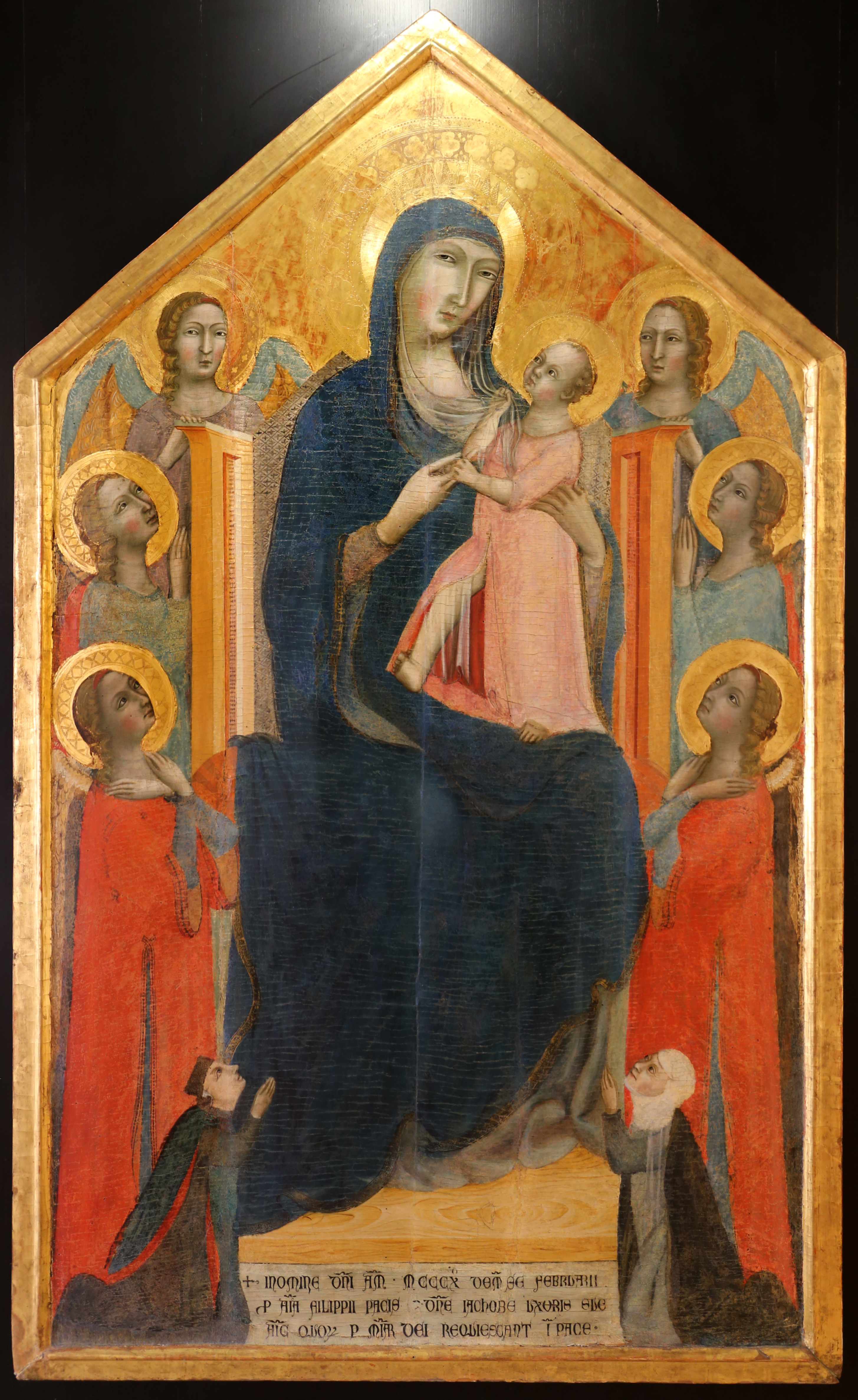
Maestà Paci : Vierge de Majesté, entourée de six anges et des donateurs de la famille Paci (datée 1310)

La Vierge de Majesté avec six anges et les donateurs Paci (daté 1310), 215 × 132 cm, Avignon, Musée du Petit Palais (Inv. 20439)
Provenance : Le retable d’Avignon provient de l'église Santa Maria Maddalena du couvent des Humiliés (Umiliati en italien) à Pistoia, de même que le retable Umiliati aujourd'hui visible au Musée civique de Pistoia. L'œuvre fait partie de la collection Campana (numéro 26 du catalogue de 1858) acquise par la France en 1861. Elle est conservée au musée des beaux-arts d'Angers de 1863 à 1970, avant son arrivée en 1976 au Musée du Petit-Palais en Avignon.
Il s'agit d'une Vierge à l'Enfant en Majesté, entourée de six anges, avec les donateurs en prière à ses pieds. L'inscription centrale, au pied du trône de la Vierge « IN NOMINE D(OMI)NI AM(EN) AN(NO) MCCCX DE M(EN)SE FEBRUARII // P(RO) A(N)I(M)A FILIPII PACIS (ET) D(OMI)NE JACHOBE UXORIS SUE // A(N)I(M)E QU(ORUM), MI(SERICO)R(DI)AM DEI, REQUISCANT I(N) PACE » nous révèle les noms des commanditaires (Filippo Paci et sa femme Jacoba) ainsi que le mois (vraisemblablement celui) de son installation : février 1310.
L'ensemble de la composition - notamment son format vertical, la disposition des six anges autour d'un trône massif et riche, la Vierge elle-même, et quelques particularités iconographiques comme le geste tendre, affectueux de l'Enfant, tirant à Lui avec son bras replié le voile blanc de la Vierge, ou les bras croisés des anges,... - est fortement inspiré de la prestigieuse et alors célèbre Maestà (dite) de 1302 de Duccio, destinée à la Chapelle des Neuf du Palazzo Pubblico de Sienne. L'œuvre a malheureusement disparu, mais nous pouvons aujourd'hui nous en faire une idée par le grand nombre de Maestà du début du trecento qui s'en sont inspirés. Les historiens d'art (Brandi 1951, Stubblebine 1972, ou encore Bellosi 2003) estiment par exemple que la Maestà éponyme du Maître de Città di Castello, la Maestà de Segna di Bonaventura de la collégiale de Castiglion Fiorentino, ou encore plusieurs Maestà (l'éponyme, celle de la Yale University, et celle du Metropolitan Museum) du Maître de Monte Oliveto dérivent toutes de l'original ducciesque.
Duccio avait déjà esquissé le geste affectueux de l'Enfant dans la Vierge à l'Enfant entourée de six anges aujourd'hui à la Galerie nationale de l'Ombrie ou encore dans le Polyptyque (no 28) de la pinacothèque nationale de Sienne - que l'on date tous deux vers 1300-05, mais le geste de l'Enfant sera encore plus intime dans le triptyque de dévotion aujourd'hui à la National Gallery de Londres (vers 1315)...

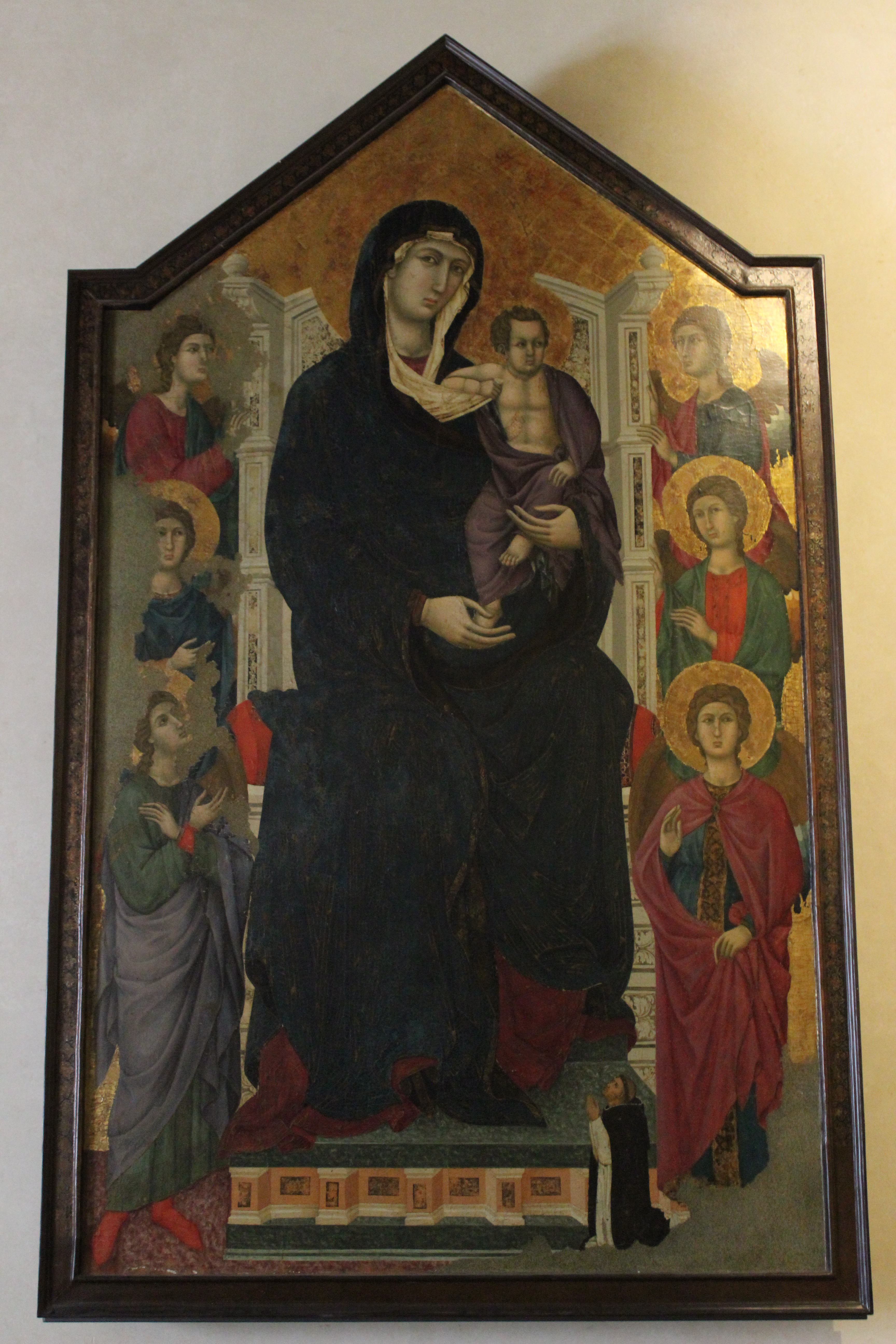
Maître de Citta di Castello : Maestà, Città di Castello, Pinacoteca Comunale
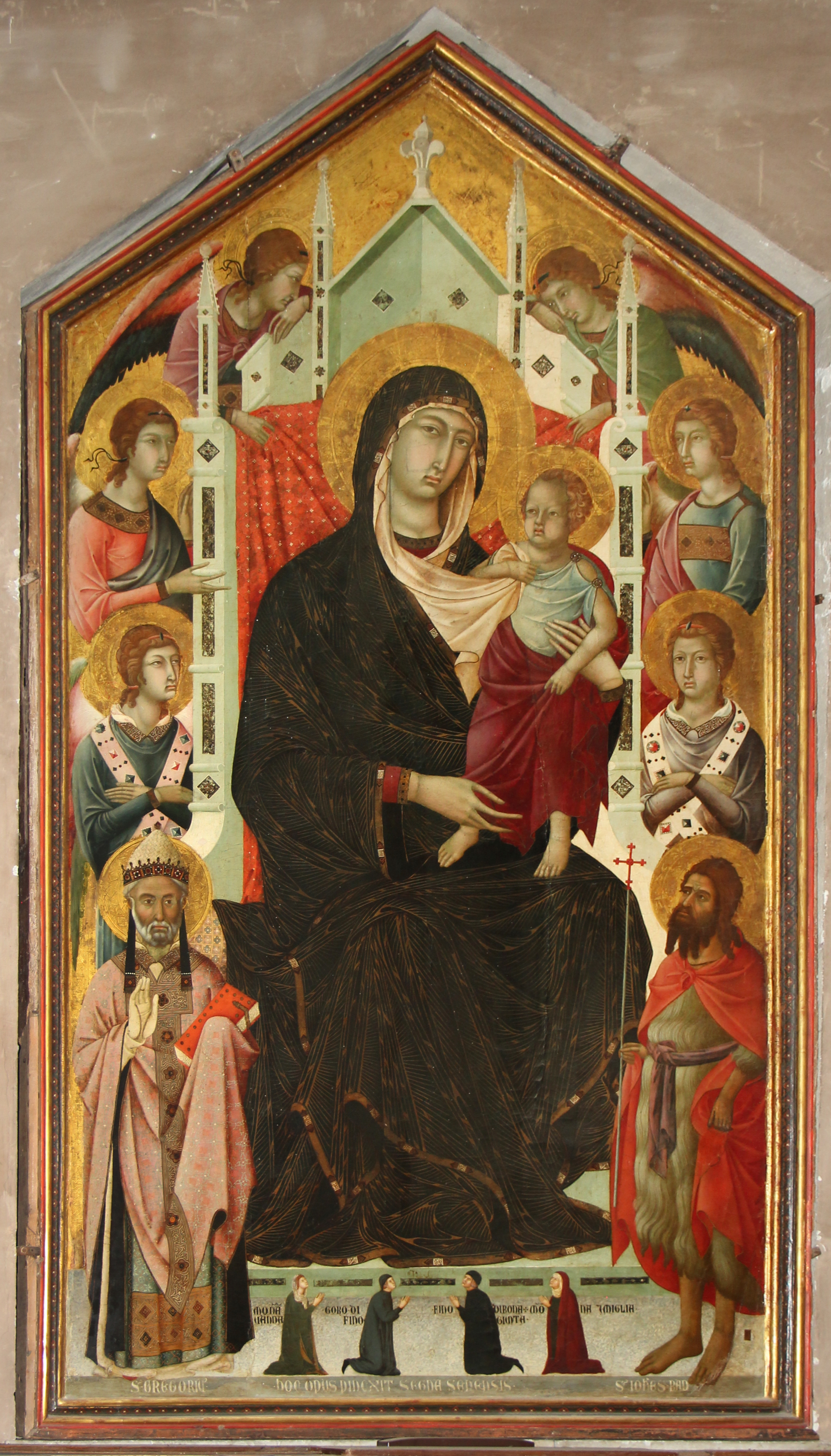
Segna di Bonaventura : Maestà (v. 1320), Castiglion Fiorentino, Collegiale
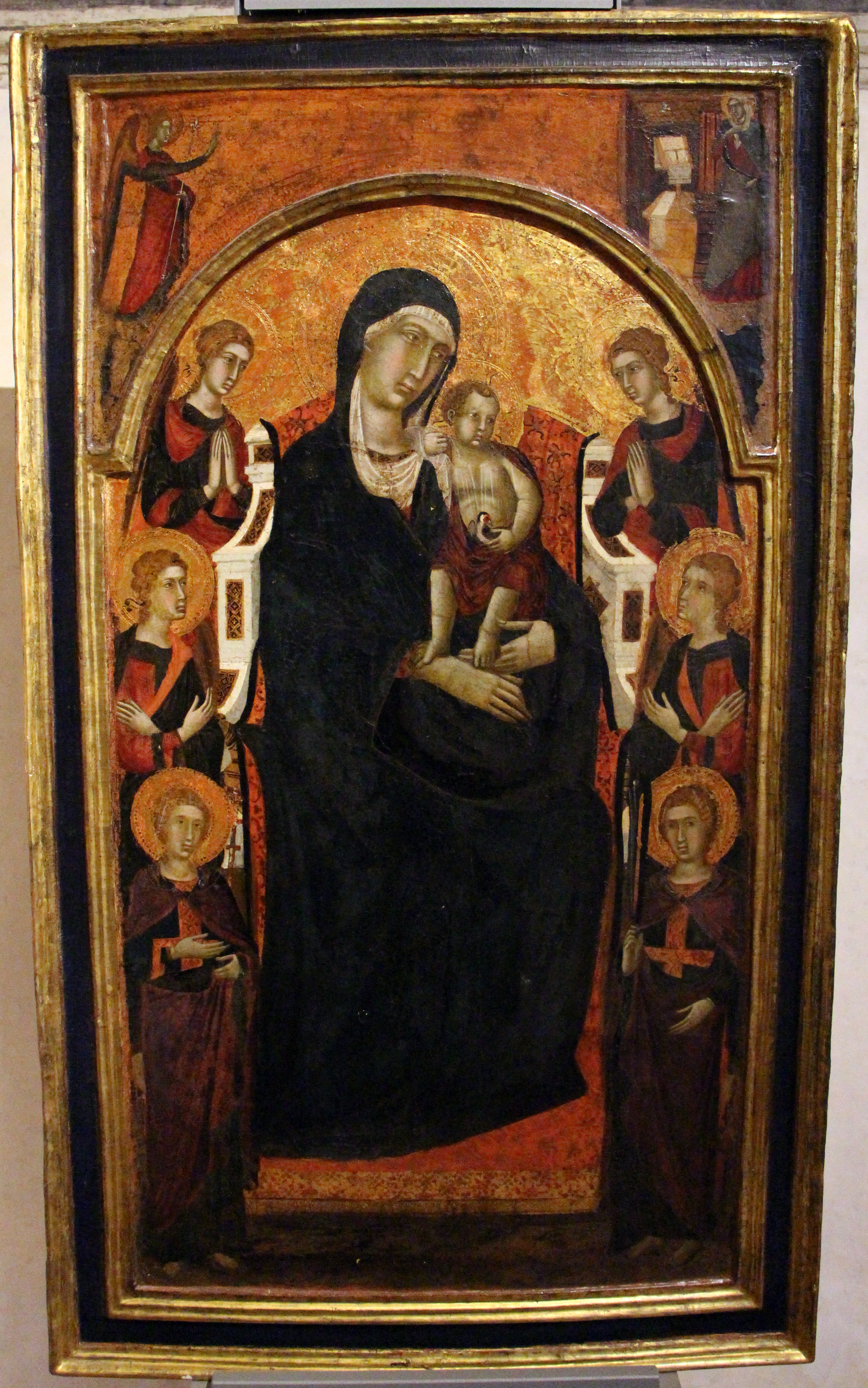
Maître de Monte Oliveto : Maestà (éponyme) (v. 1315), Chiusure (Asciano), Abbaye de Monte Oliveto Maggiore (it)
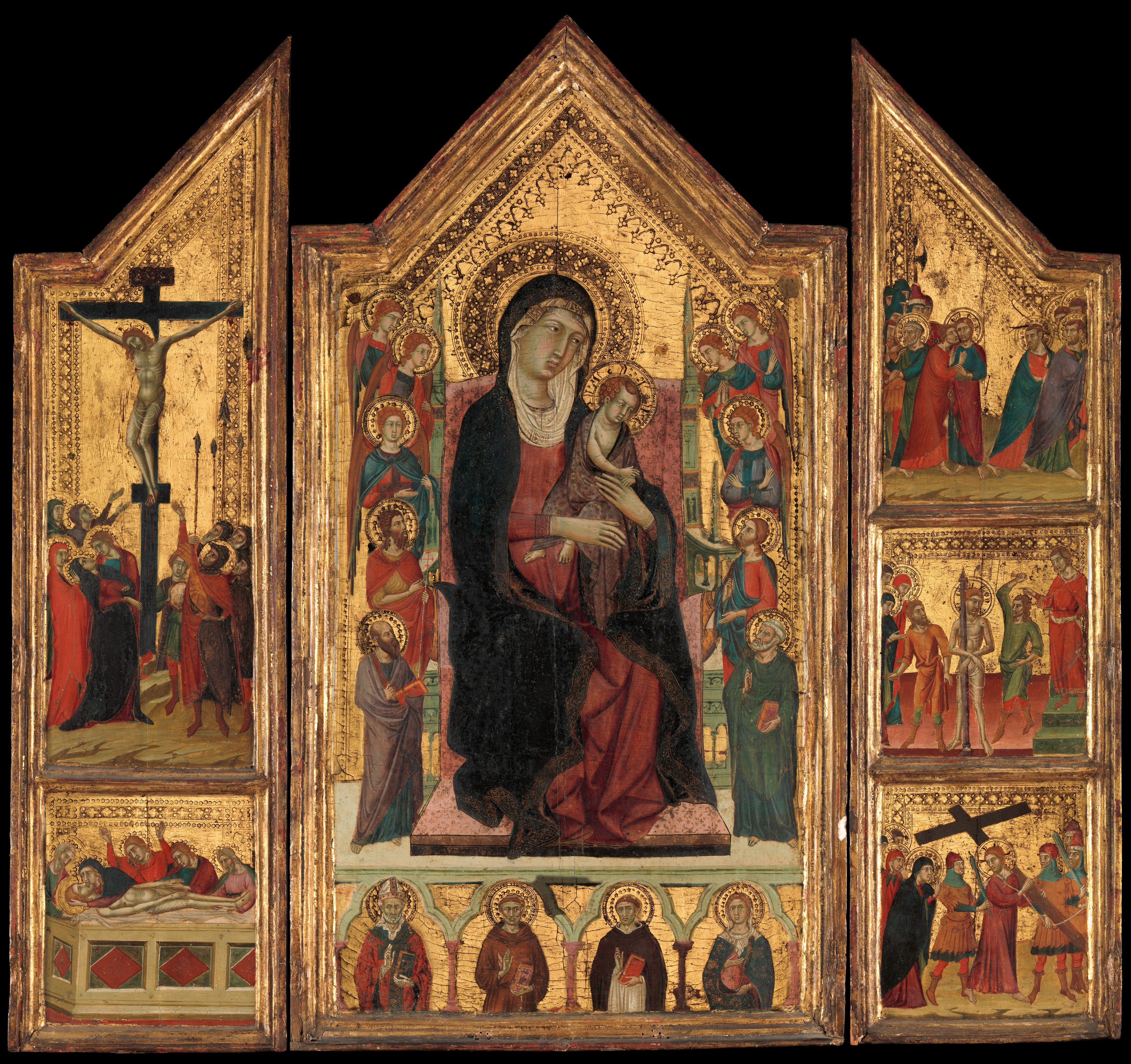
Maître de Monte Oliveto : Maestà (v. 1315), New York, Metropolitan Museum (inv. 18.117.1)

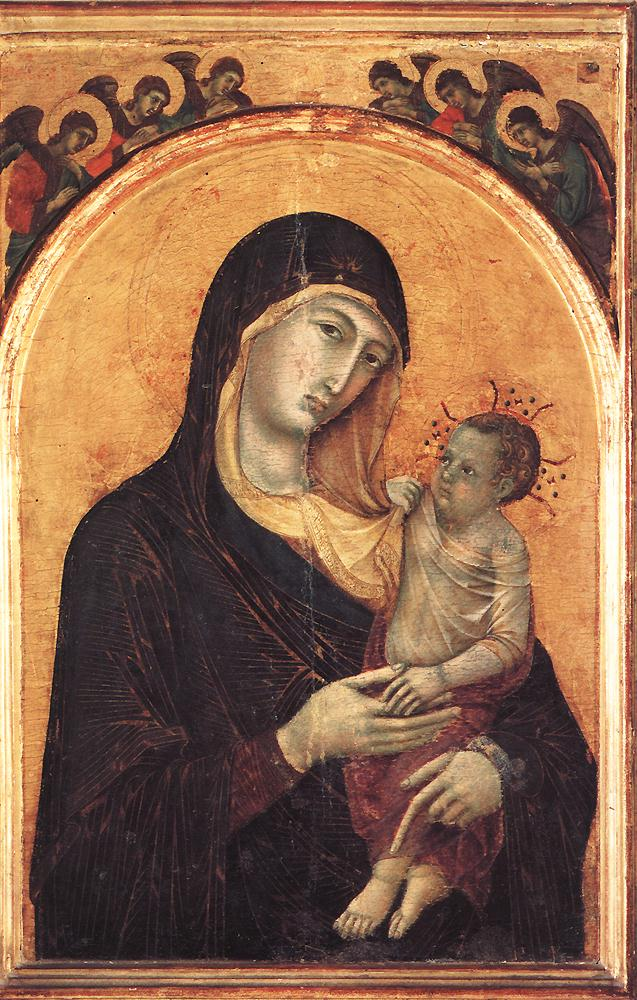
Duccio di Buoninsegna : Vierge à l'Enfant entourée de six anges (c. 1300-05), Pérouse, Galerie nationale de l'Ombrie
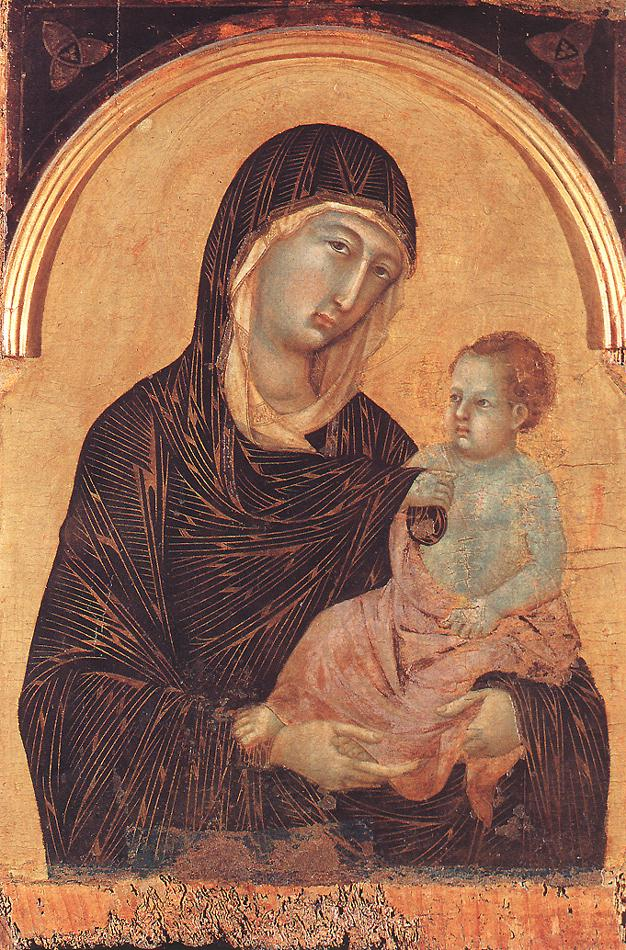
Duccio di Buoninsegna : Polyptyque no 28, détail : panneau central avec la Vierge à l'Enfant, Sienne, Pinacothèque nationale
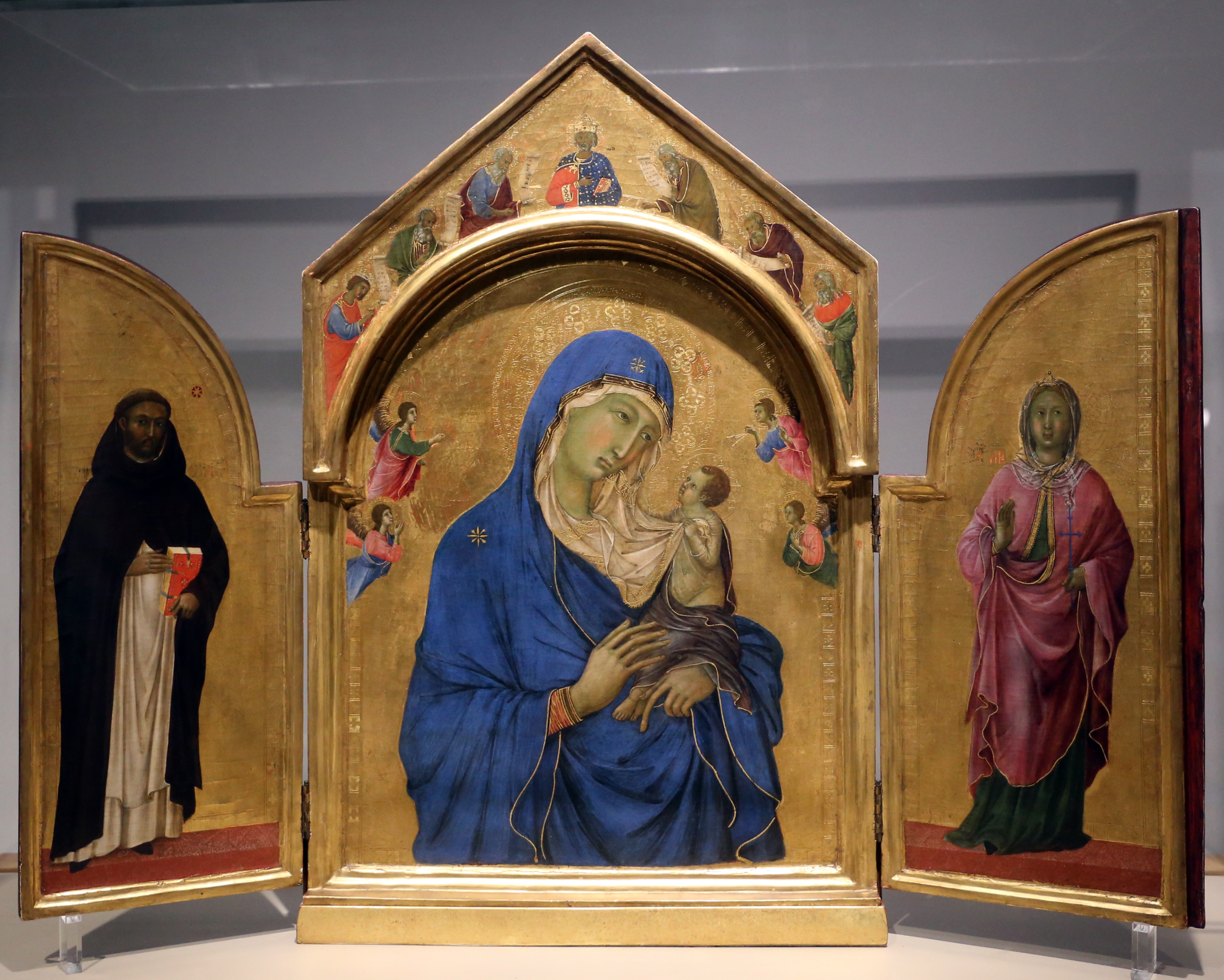
Duccio di Buoninsegna : Triptyque (c. 1315), Londres, National Gallery (inv. NG566)

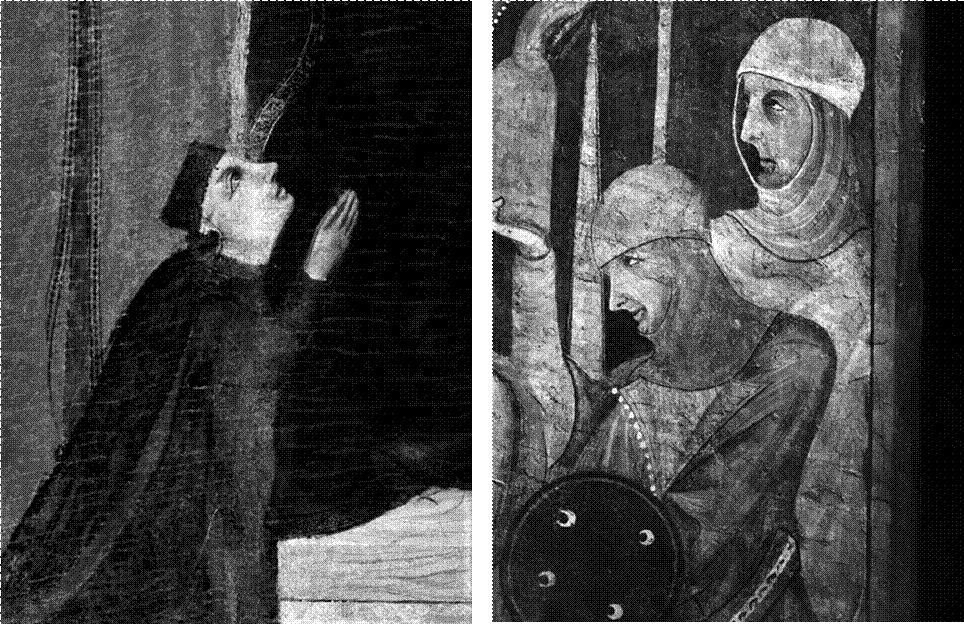
Maestro del 1310 : Maestà Paci - détail donateur Paci versus Anonimo Romanzo : Capture du Christ - détail, Pistoia, San Giovanni Fuorcivitas

Est également manifeste la reprise des éléments de style propres à la peinture locale, qu'ils soient hérités du cimabuesque Manfredino da Pistoia ou du Maître roman anonyme (Anonimo Romanzo), l'auteur des fresques de la Passion sur les murs du réfectoire de San Giovanni Fuorcivitas à Pistoia - fresques qui ont été attribuées au Maître de 1310 lui-même (voir ci-dessous).

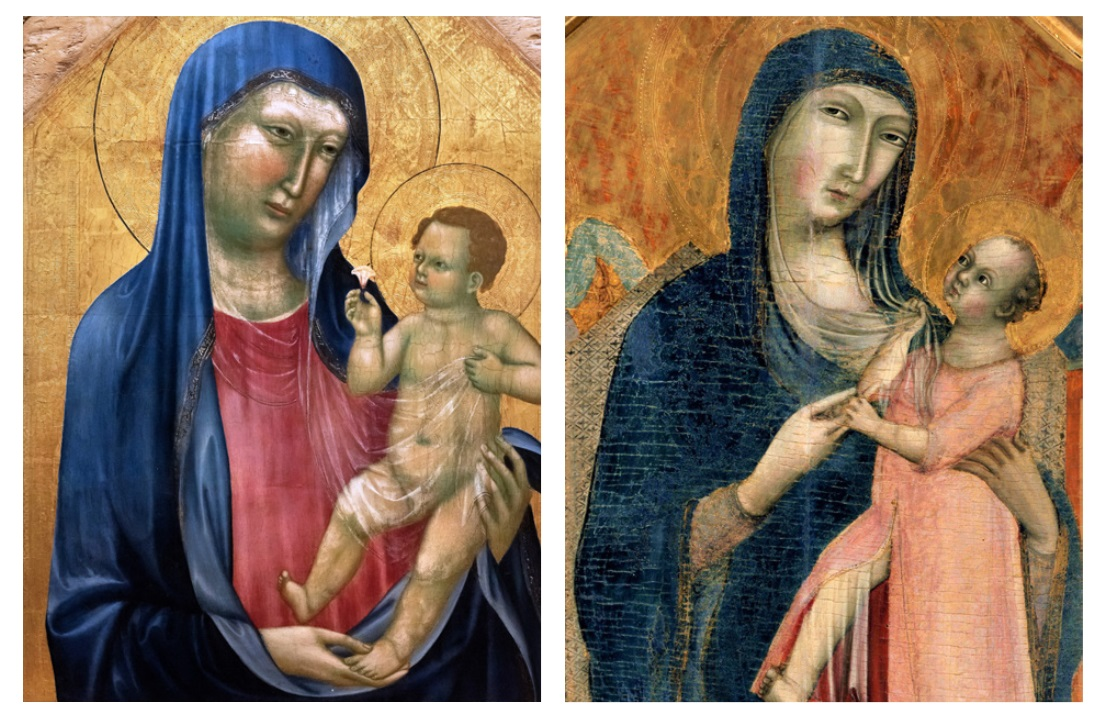
Comparaison entre la Vierge à l'Enfant de Lippo di Benivieni (c. 1310) (Florence, Offices, inv. 1890.9487) et celle du Maître de 1310 (Avignon, Musée du Petit-Palais, inv. 20439)

Il ne faut pas oublier l'influence des peintres de la fronde giottesque, ces peintres qui tout en tenant compte des découvertes de Giotto, continuent la tradition expressionniste et pathétique du siècle précédent, notamment ceux actifs à Pistoia, le Maître de Figline (plus spécifiquement dénommé Maître de la Piéta Fogg dans le monde anglo-saxon) et surtout Lippo di Benivieni - il suffit de mettre en regard la Vierge à l'Enfant conservée aux Offices (Inv. 1890.9487) de ce dernier et celle de notre retable...
Ce panneau révèle quelques caractéristiques stylistiques du maître : les visages sont allongés, leurs yeux sont oblongs - l'iris l'est souvent lui-même, tronqué par la paupière supérieure qui cercle strictement l'œil, et est prolongée au-delà de l'œil d'un délicat trait noir. L'ensemble définit des regards intenses, souvent renforcés par l'oblicité et le non-alignement exagéré des deux yeux. L'arrête du nez s'inscrit parfois - suivant l'inclinaison du visage - dans le prolongement d'un sourcil, il est partout droit, souvent excessivement long (ainsi celui de la Vierge); les narines sont toujours délicatement soulignées. La fosse nasale tubulaire est peu marquée. Les lèvres sont fines, souvent serrées; les joues sont souvent signifiées par une simple mais expressive rougeur. Le menton est plutôt court, rentré, et contribue ainsi à l'absence de volume des visages. Héritage technique du Duecento, les parties ombragées sont souvent définies via des hachures de longs traits fins.
Les mains ont la paume massive, en forme de tenaille, des doigts très longs, effilés, aux phalanges indistinctes, qui vont jusqu'à paraître déformés. Ces mains sont presque toujours tendues, voire crispées, souvent couplées via des positions contrastées.
Sa représentation des corps est également spécifique : leur presque absence de volume, leurs contours fortement délimités les fait ressembler à des formes découpées ou imprimées, à de purs aplats colorés (en complète opposition à la révolution giottesque). Cette abstraction est accentuée par leur forte élongation, parfois sinueuse.
Tous ces éléments graphiques servent de manière remarquable à renforcer le tempérament du personnage représenté : ici, finesse, délicatesse et fragilité pour les anges et la Vierge; rondeur pour l'Enfant Jésus.
La vivacité et la variété des choix chromatiques viennent nuancer et affirmer à la fois la dynamique de la composition (notamment les arabesques gothiques des courbes) et l'expressivité générale.
Bon nombre de ces procédés plastiques sont caractéristiques de l'art du verre (Marrone 2021) - la couleur par exemple s'articule via de grands champs uniformes, aux teintes entières et vives, rarement modulées par un léger clair-obscur superficiel, exactement comme un travail de grisaille. Ces procédés se retrouvent également dans l'œuvre du Maître de Figline (peintre et maître-verrier)...
L'œuvre accueille donc en partie les leçons récentes siennoises ou florentines mais les intègre dans « un expressionnisme très personnel fidèle à la tradition du siècle précédent » (Laclotte 2005). Cette fusion spécifique au Maître de 1310 fait de cette Maestà un chef-d'œuvre unique et à part dans la production du Trecento toscan - Maestà qui « ne cède en rien à côté de [celles de] Duccio ou Cimabue » (Longhi 1953).

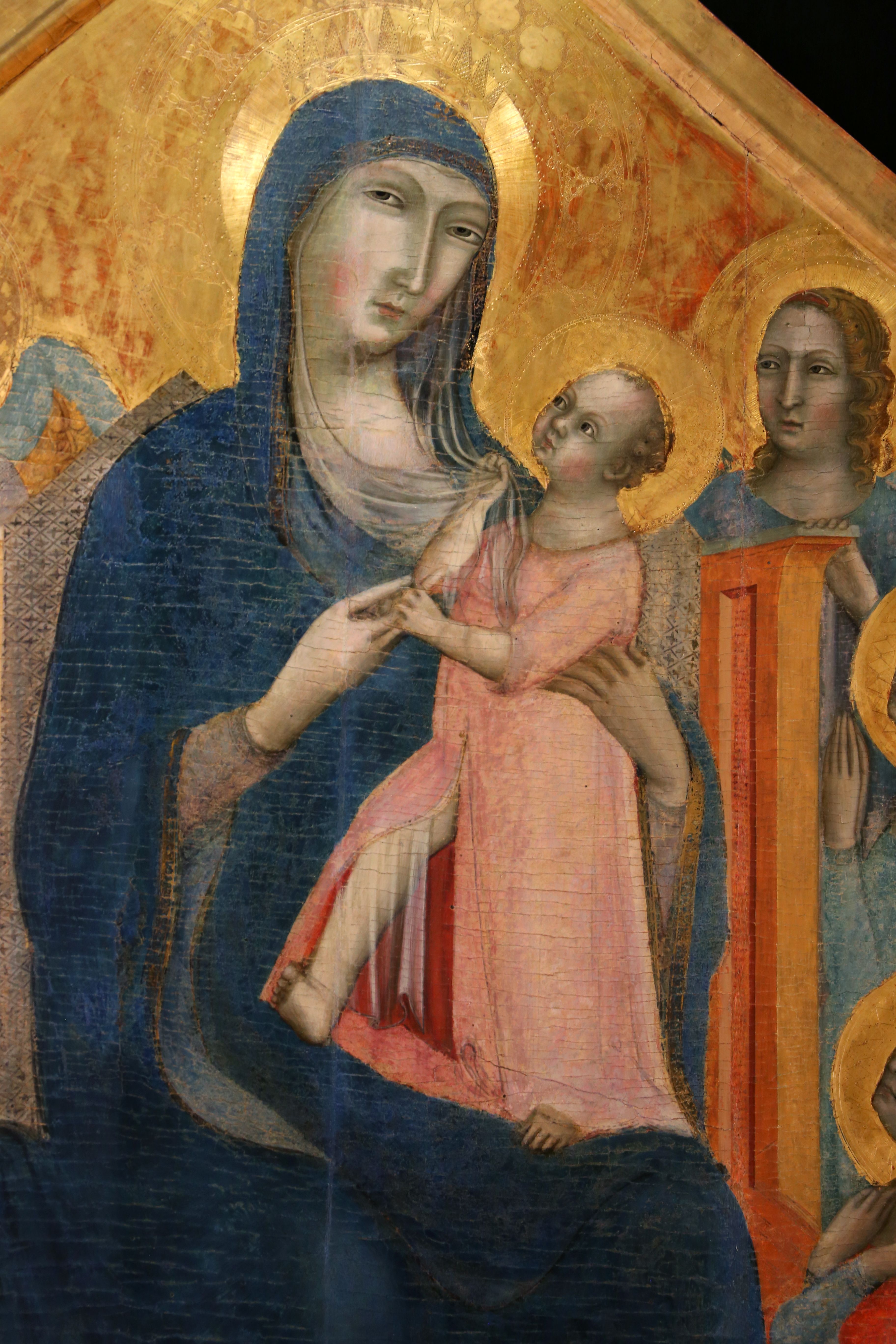
Maestà Paci, détail : Vierge à l'Enfant
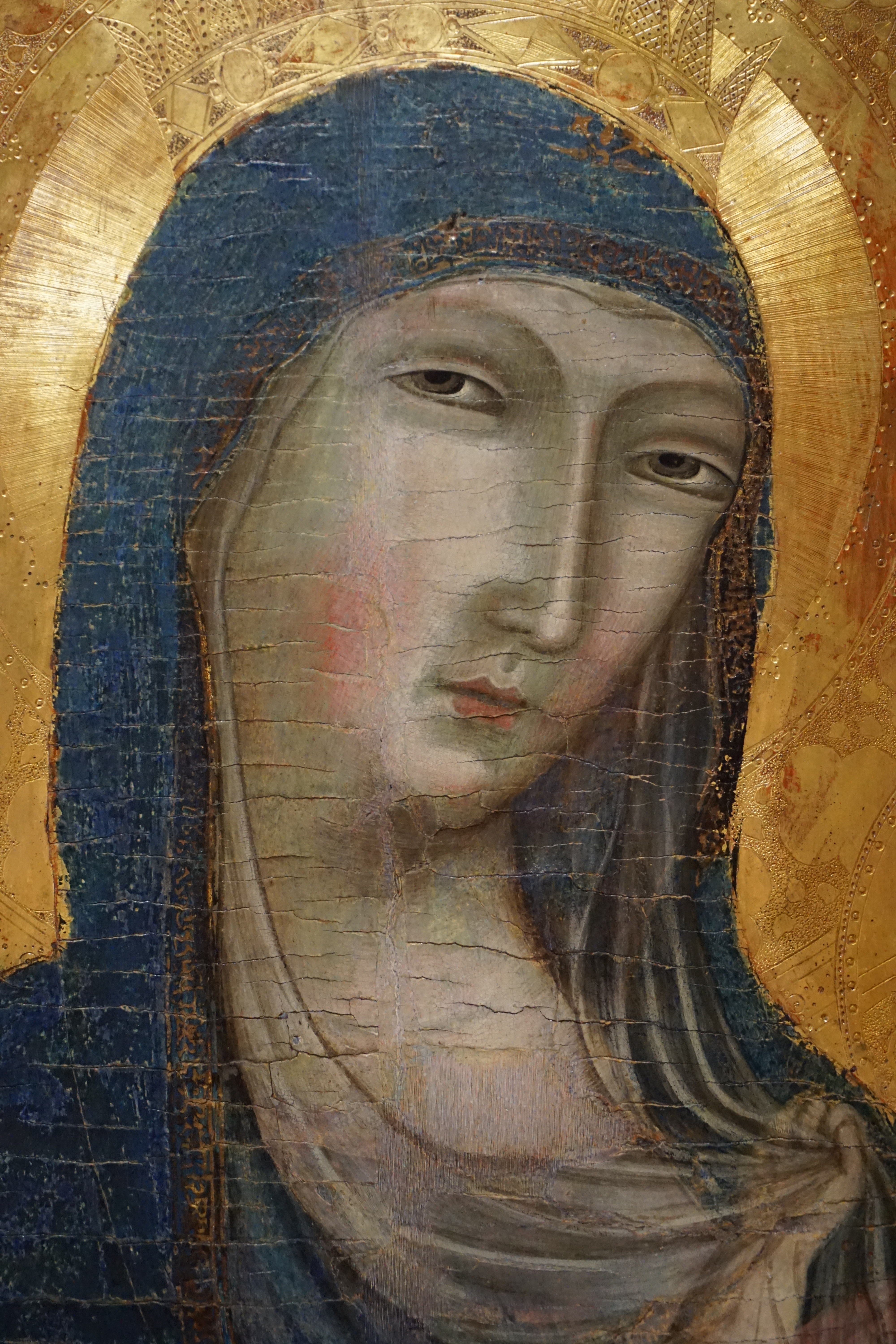
Maestà Paci, détail : visage de la Vierge
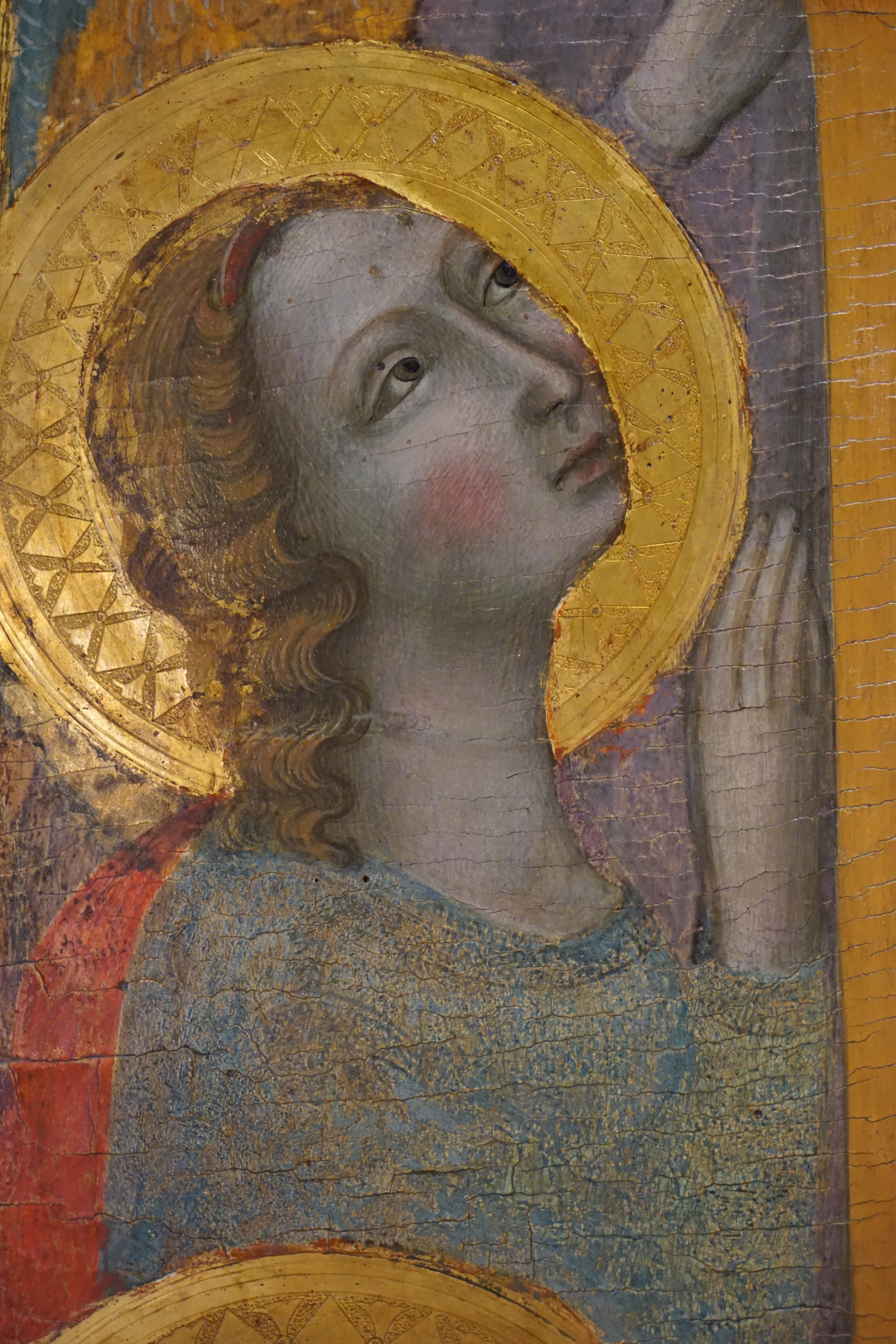
Maestà Paci, détail : ange (à gauche au milieu)
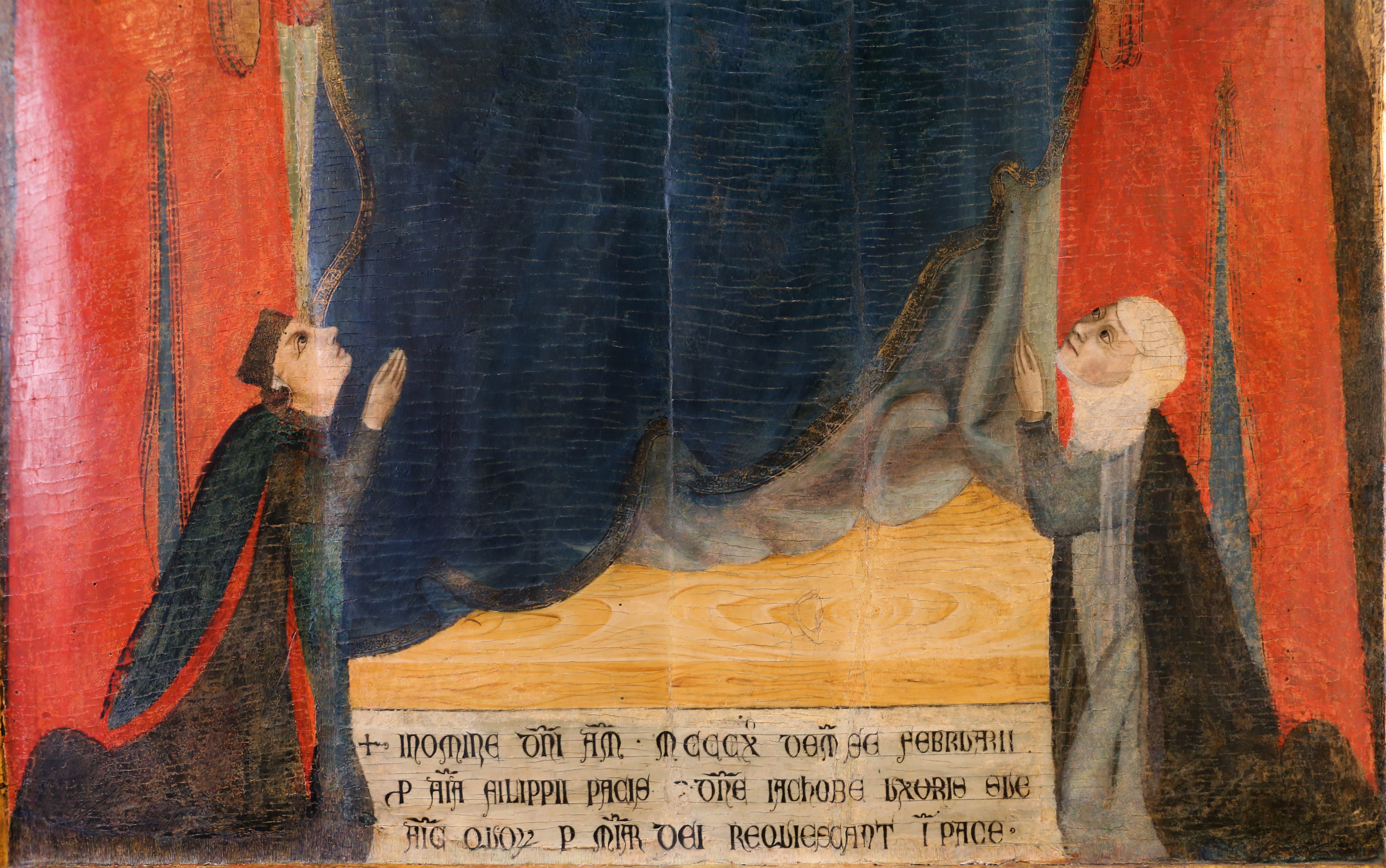
Maestà Paci, détail : les donateurs Paci

### Vierge à l'Enfant, aux yeux bleus (anc. Vierge à l'Enfant Junyer) (c. 1315), Milan, galleria Matteo Solomon

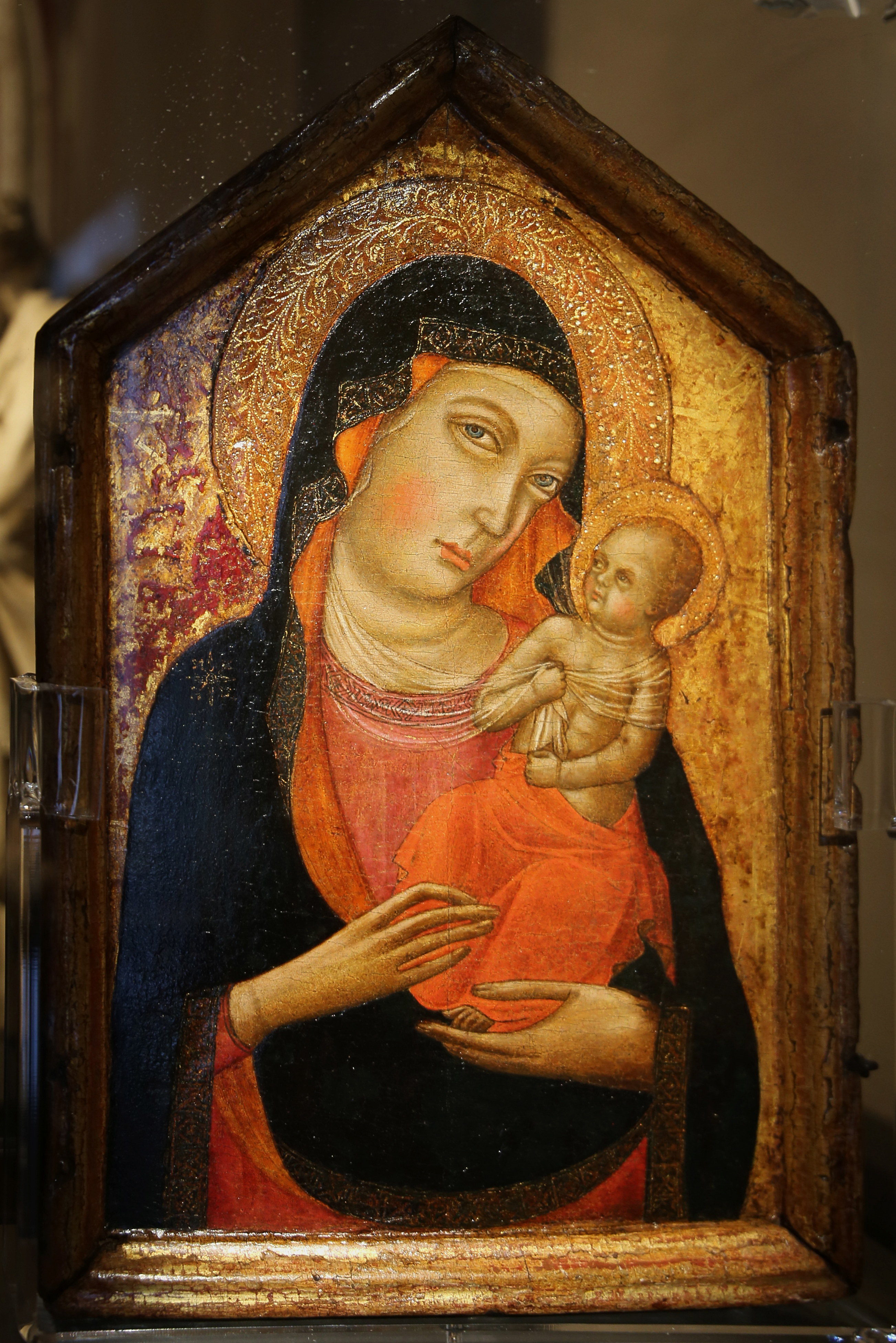
Maestro del 1310 :
Vierge à l'Enfant, aux yeux bleus (v. 1315),
Milan, galleria Matteo Solomon

Vierge à l'Enfant, peinture à l'œuf et fond d'or sur panneau de peuplier, centre de triptyque portable; 40 × 26 cm.
Provenance : Collection Junyer, Barcelone, en 1955; Collection particulière, Perpignan - vente Artcurial 18 novembre 2020, lot no 42; Milan, Galleria Matteo Solomon.
Zeri est le premier à signaler ce panneau (Bologne, Fototeca Fondazione Zeri, no 6932), alors dans la collection Junyer. La photographie de 1955 montre l'œuvre en grande partie repeinte - elle est aujourd'hui totalement dégagée de ces adjonctions, restaurée à l'occasion de l'exposition Medioevo a Pistoia par Loredana Gallo (Tartuferi 2021).
Ce panneau était le panneau central d'un petit triptyque de dévotion, mobile, à volets ainsi que le confirment les restes de charnières. Globalement l’œuvre s’inscrit dans un style typique d'Italie centrale entre la dernière partie du XIIIe siècle et les toutes premières années du XIVe siècle.
La Vierge est caractéristique de l'artiste : une stature corporelle étroite et rigide, associée à une expression à la fois « douce et résolue » (Tartuferi 2021) presque langoureuse. Le visage est oblong, le teint pâle, un long nez s'articule avec une mince bouche ourlée de blanc, le menton est petit, relevé. Elle possède surtout de remarquables yeux bleus, « d'une intensité et d'une puissance rares » (Tartuferi 2021). La plus ancienne représentation parvenue jusqu'à nous de Vierge avec des yeux bleus - élément de naturalisme marqué - est celle de la Vierge en Majesté du Palazzo Pubblico de Sienne de Simone Martini exécutée en 1315, et ce n’est qu’à partir de cette date que ce procédé sera occasionnellement réutilisé en peinture (par exemple dans les fresques d’Ambrogio Lorenzetti dans la salle capitulaire de la basilique Saint-François de Sienne,.
L'Enfant aux petits yeux, au nez relevé, au large front dégagé par une calvitie précoce trouve son homologue dans l'Enfant de la Maestà de 1310 ou encore celui du polyptyque de Pistoia. On retrouve surtout ce geste gracieux et tendre de tirer à Lui le voile de la Vierge.
Le maître de 1310 abandonne ici la rigueur (voire une certaine sécheresse) de la Maestà Paci. La ligne se fait plus souple dans l'exécution du voile tenu par l'Enfant, dans celui de la Vierge ou dans les motifs ornementaux de l'auréole. Il fait preuve de qualités d'exécution (finesse décorative et transparence) auxquelles s'ajoutent celles de coloriste : des tons subtils de vieux rose et de rouge vermillon mettent en valeur le bleu intense du manteau ou le blanc des liserés. Tous ces éléments trahissent une sensibilité accrue de l'artiste envers le style gothique.
L'œuvre est diversement positionnée dans le parcours du maître : vers 1305 pour Tartuferi (2021); postérieure à la Maestà de Martini (1315), donc entre la Maestà de 1310 et le retable Umiliati pour Marrone (2021).

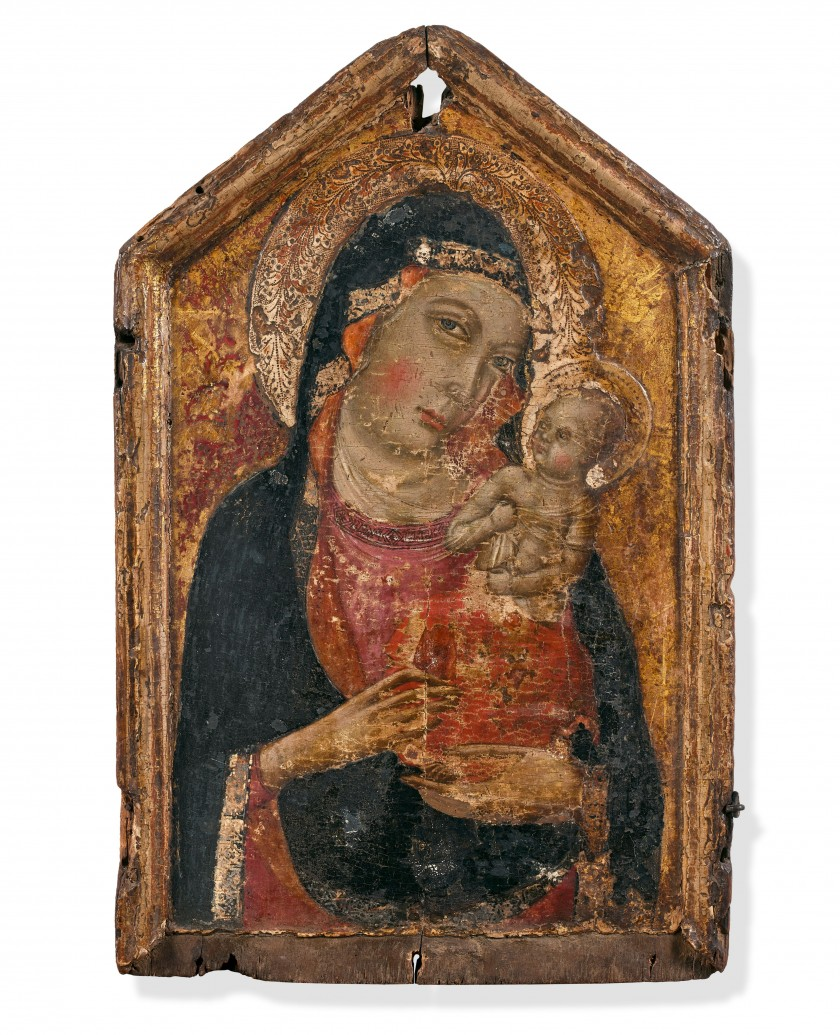
Etat nov. 2020 - avant restauration
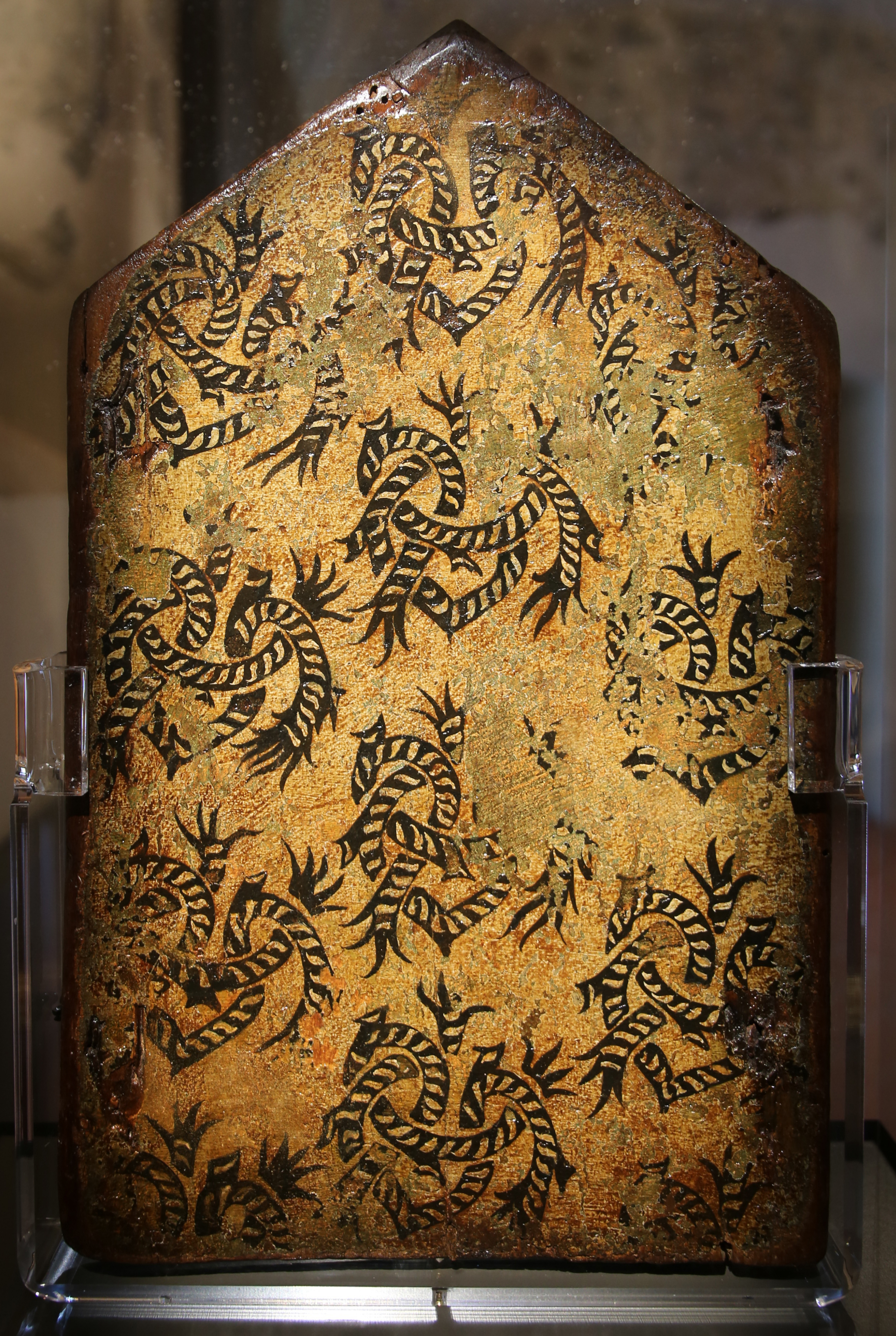
Revers du panneau, avec un motif de nœuds et cordes

### Retable Umiliati (c.1320), Pistoia, Museo Civico

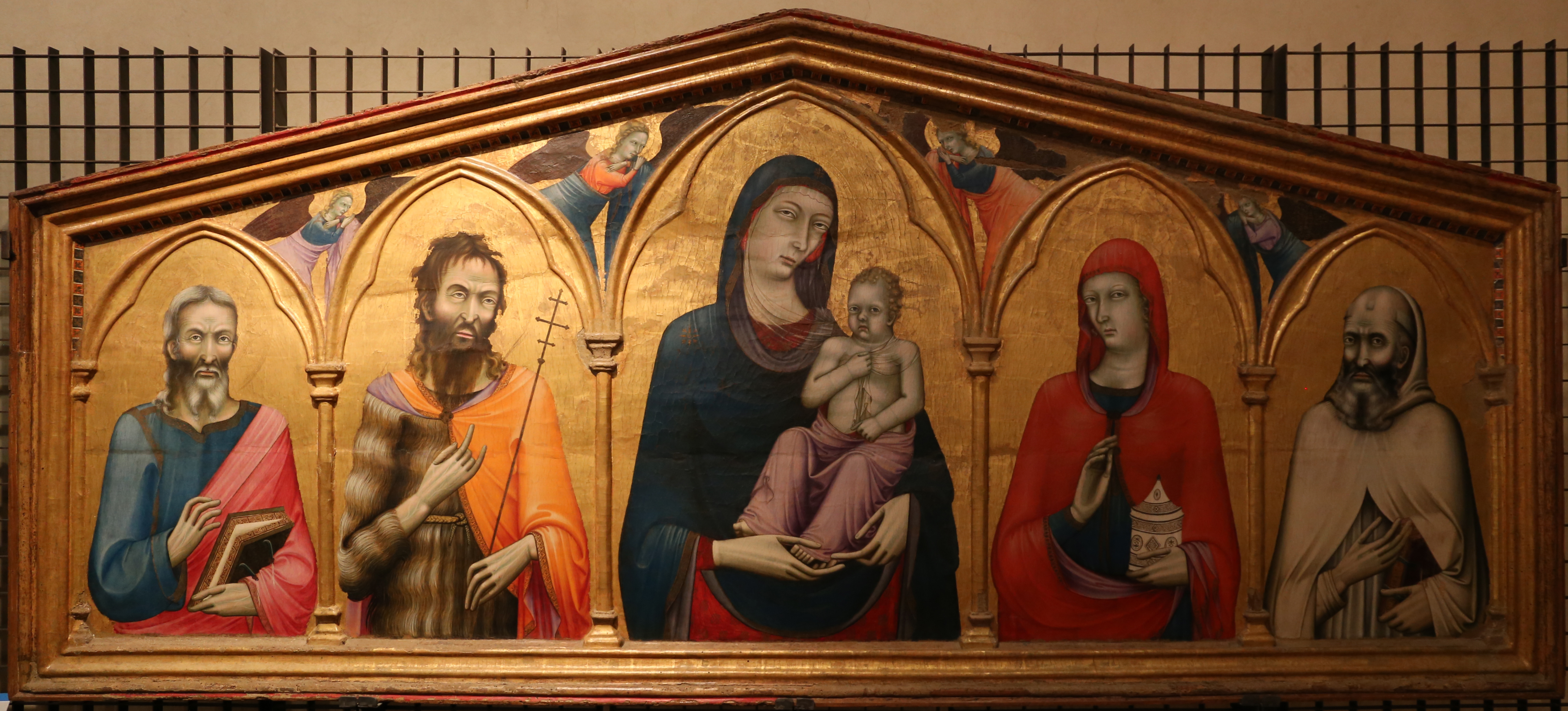
Maître de 1310 : Retable Umiliati (c. 1320), Museo Civico, Pistoia

Vierge à l’Enfant entourée d'un saint apôtre, de saint Jean Baptiste, sainte Marie-Madeleine, et saint Bernard; quatre anges (c. 1320), tempera su tavola, 120 × 280 cm, Pistoia, Musée civique (it) (inv. 1975.16).
Provenance : Eglise Santa Maria Maddalena, couvent des Umiliati/Humiliés (Pistoia) - couvent fondé en 1288 ; à la suite de sa suppression, Ospedale del Ceppo (Pistoia), "stanze del Commissario" où elle figure à côté de la Déposition de Lippo di Benivieni, de même format (cf. Tolomei 1821); puis église Santa Maria del Grazie (Pistoia); concédé à la commune de Pistoia en 1930; église San Francesco (Pistoia), grand autel; 1975 : musée civique (Pistoia).
« Avec son polyptyque de Pistoia, [Le Maître de 1310] atteint un raffinement dans l’expressivité qui souffre la comparaison avec les grands Siennois. Mais – voyez le cou, la bouche, le nez, les yeux de Marie Madeleine – la tendance au raffinement semble bloquée par un besoin d’expression allant jusqu’à la déformation, contrairement aux Siennois dont la distinction bride le tempérament. Son coloris est d’une éclatante vivacité, son dessin d’une rare limpidité jusque dans ses sinuosités les plus recherchées » (Gagliardi 1993).
Le format particulier du panneau, catégorie dénommée « Gabled Low Dossals » par Garrison en son temps semble caractéristique des commandes des Umiliati : il en est de même pour la Déploration du Christ de Lippo di Benivieni provenant de la même église et pour le panneau de La Dormition de la Vierge Marie de Giotto di Bondone, aujourd'hui à Berlin, mais à l'origine commandité par les Humiliés de Florence pour leur église d'Ognissanti.

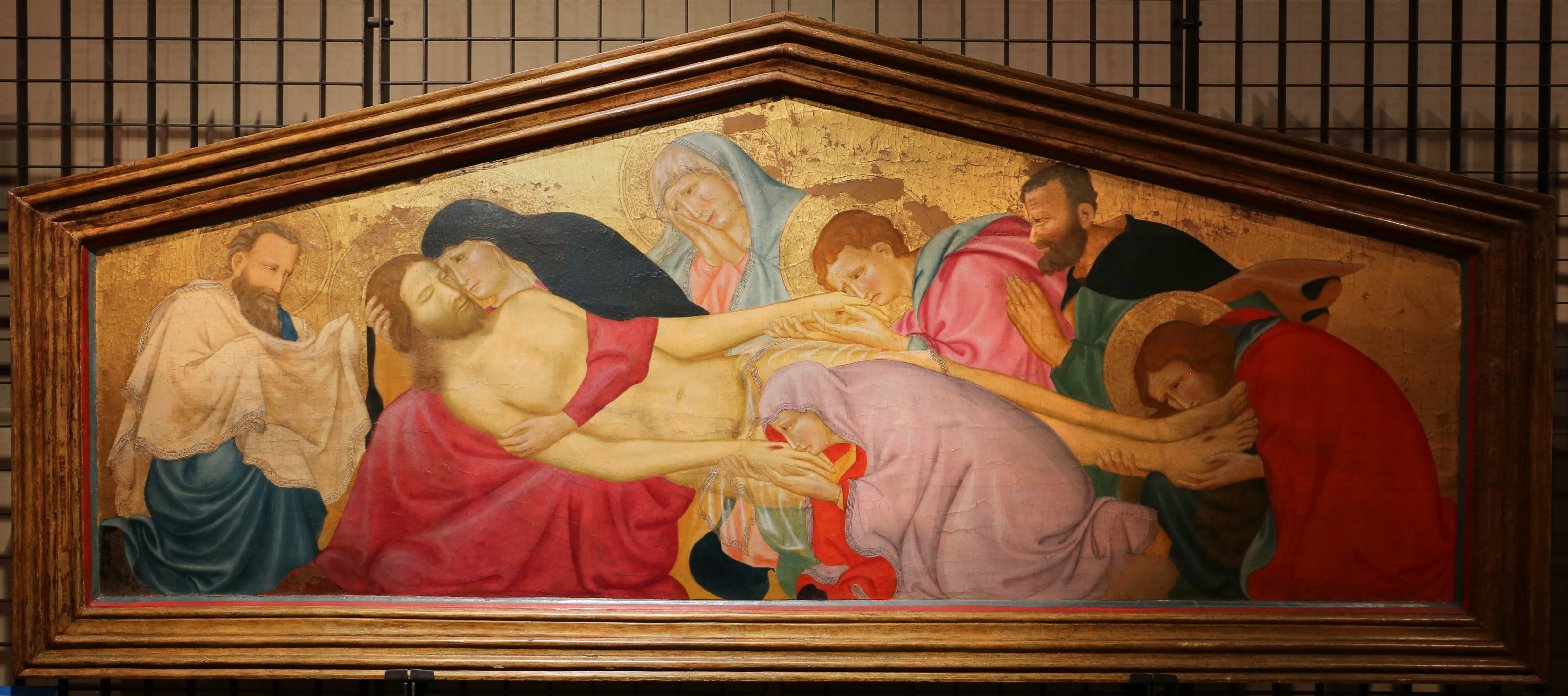
Lippo di Benivieni : Déploration du Christ (1310 c.) Pistoia, Couvent des Humiliés
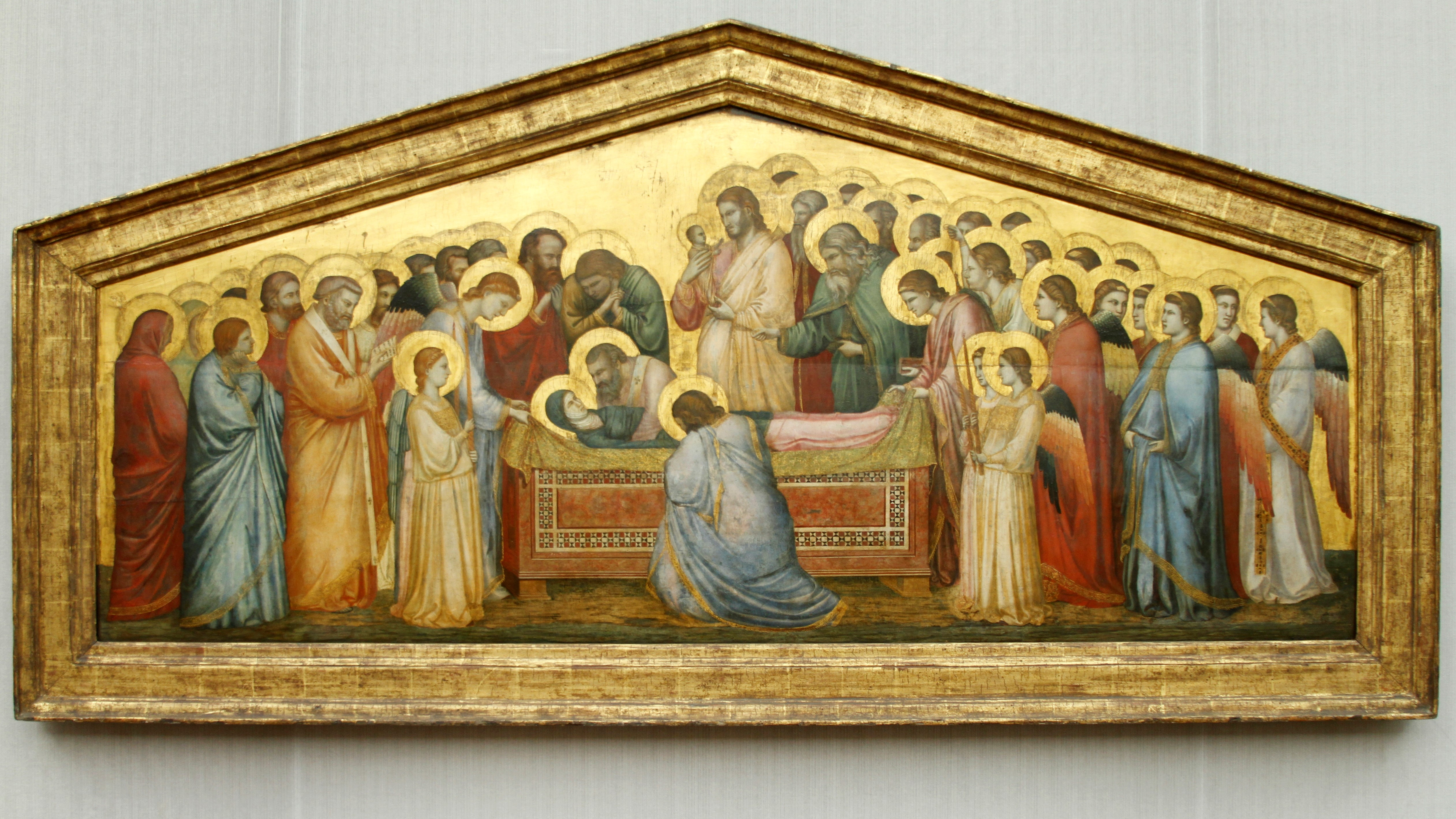
Giotto : La Dormition de la Vierge Marie Berlin, Gemäldegalerie

Ce retable, commande prestigieuse, était destiné à un emplacement de choix dans l'église : soit sur un autel important, soit sur la tramezzo de medio ecclesiae (poutre de gloire, médiane de l'église) - peut-être associé à la Déploration du Christ de Lippo di Benivieni (Neri Lusanna 1998, Tartuferi (2021). Cette dernière présentation est fréquente à la fin du Duecento - on la trouve représentée sur la fresque La Vérification des stigmates des histoires de saint François en la basilique Saint-François d'Assise. Plus spécifiquement à Pistoia, ce dispositif existait dans la cathédrale de San Zeno (cf. la reconstitution de De Marchi 2011) et avait été reproduit ultérieurement dans les églises San Francesco et San Domenico de Pistoia (cf. De Marchi 2012).
Le panneau est divisé en cinq compartiments où les figures sont représentées à mi-corps, séparés par de minces colonnes supportant des arcs aigus, légèrement trifoliés. Cette structure est datée, propre à la fin du XIIIe siècle - et localement répandue notamment à Pise : ainsi le retable d'Oristano de Memmo di Filipuccio (Pise, Museo nazionale di San Matteo, inv. 1586) ou le dossale de Deodato Orlandi (daté 1301) (Pise, Museo nazionale di San Matteo, inv. 1586). La forme exacte des arcs se retrouve plus précisement dans un retable contemporain, beaucoup plus complexe mais également à Pise : le gigantesque polyptyque de Santa Caterina de Simone Martini (commandé en 1319) (Pise, Museo nazionale di San Matteo).

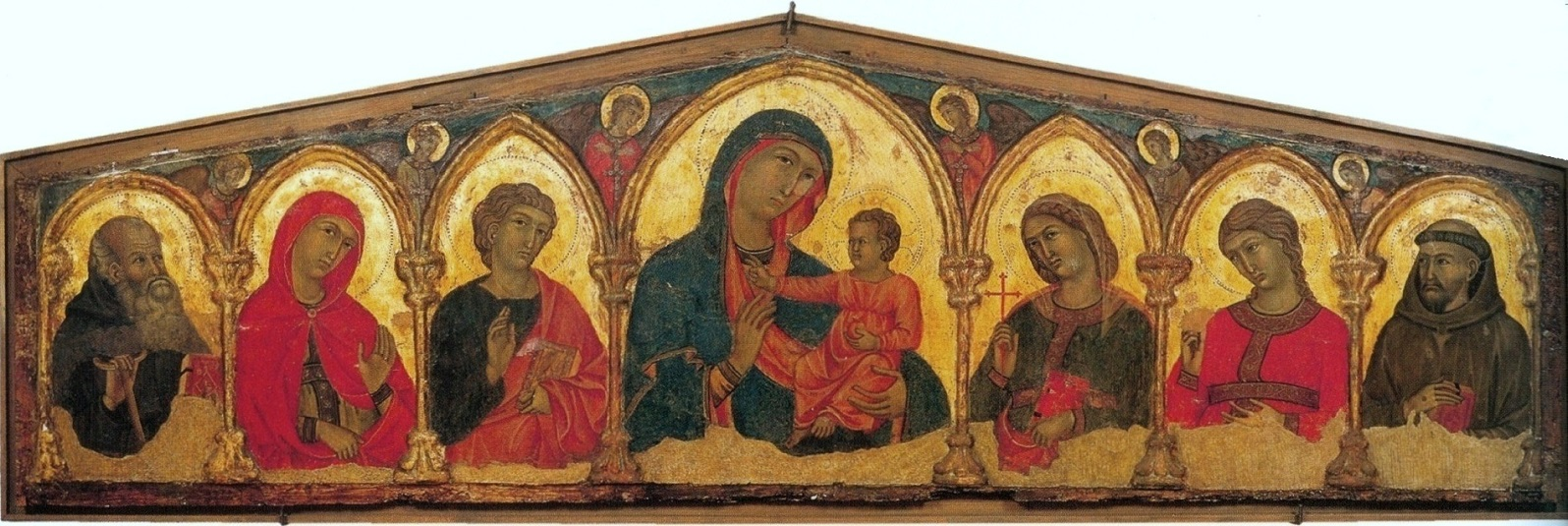
Memmo di Filippuccio : Retable d'Oristano (fin Duecento), Pise, Museo nazionale di San Matteo, inv. 1586
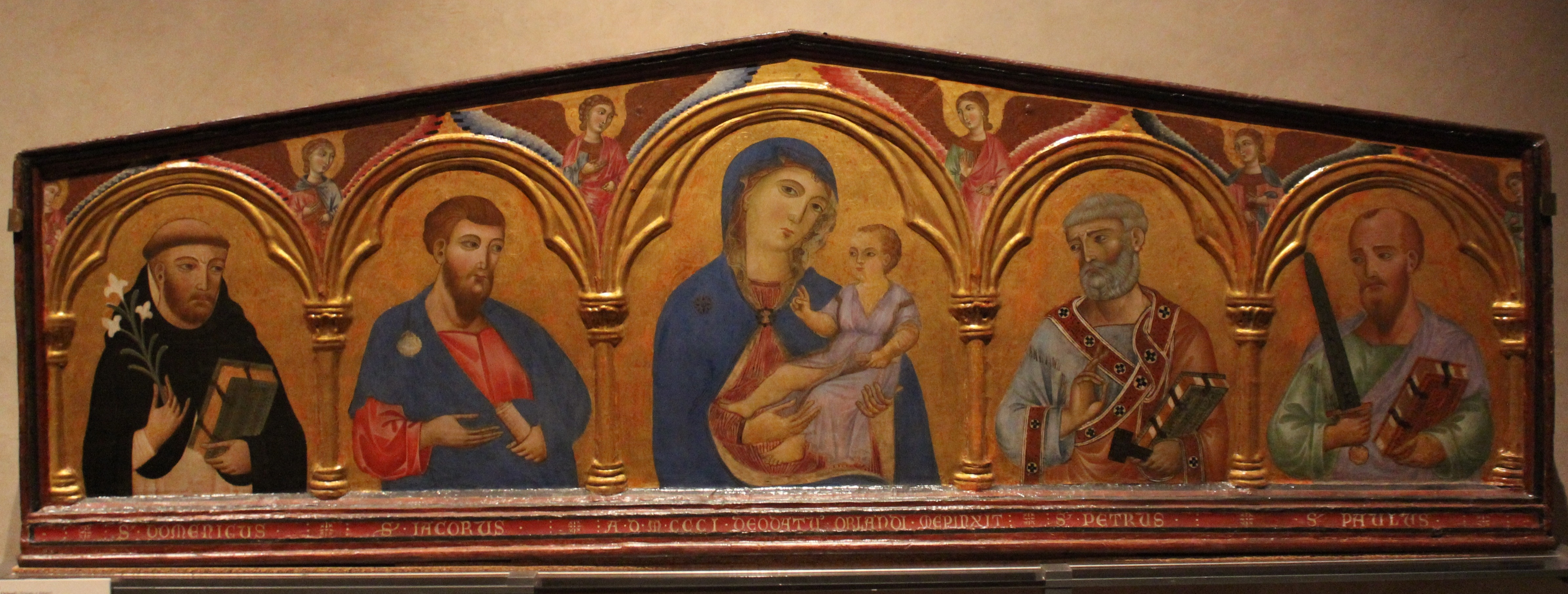
Deodato Orlandi : Retable de Pise (daté 1301), Pise, Museo nazionale di San Matteo
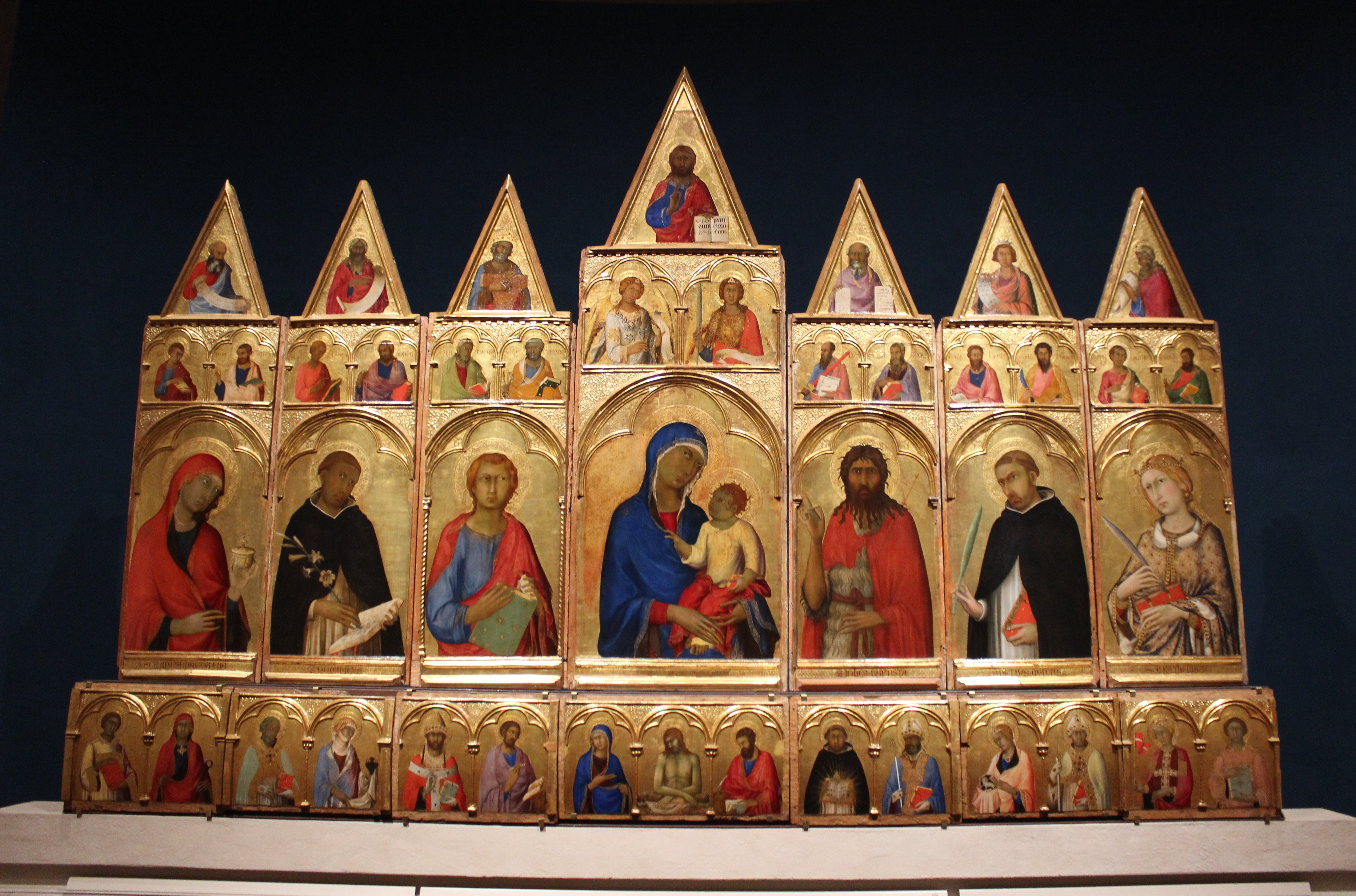
Simone Martini : Polyptyque de sainte Catherine (v. 1319), Pise, Museo nazionale di San Matteo

L'élément central représente la Vierge tenant dans ses bras l'Enfant entourés de quatre saints : dans l'ordre de gauche à droite, un saint apôtre (cf. son seul attribut est le livre), saint Jean-Baptiste, sainte Marie-Madeleine et saint Bernard. Dans la partie supérieure, entre le cadre en forme de cuspide et les arcs, figurent quatre anges aux ailes déployées qui portent tous un regard attentif vers l'Enfant Jésus.
|               |
| Saint Jacques |

|                     |
| Saint Jean baptiste |

|                   |
| Vierge à l'Enfant |

|                        |
| Sainte Marie-Madeleine |

|               |
| Saint Bernard |

Confirmant une influence siennoise déjà évoquée pour la Maestà Paci, et la Madone aux yeux bleus, Tartuferi (2021) rapproche la représentation de la sainte Marie Madeleine des figures de saintes représentées sur le Polyptyque de Santa Caterina de Simone Martini évoqué ci-dessus:

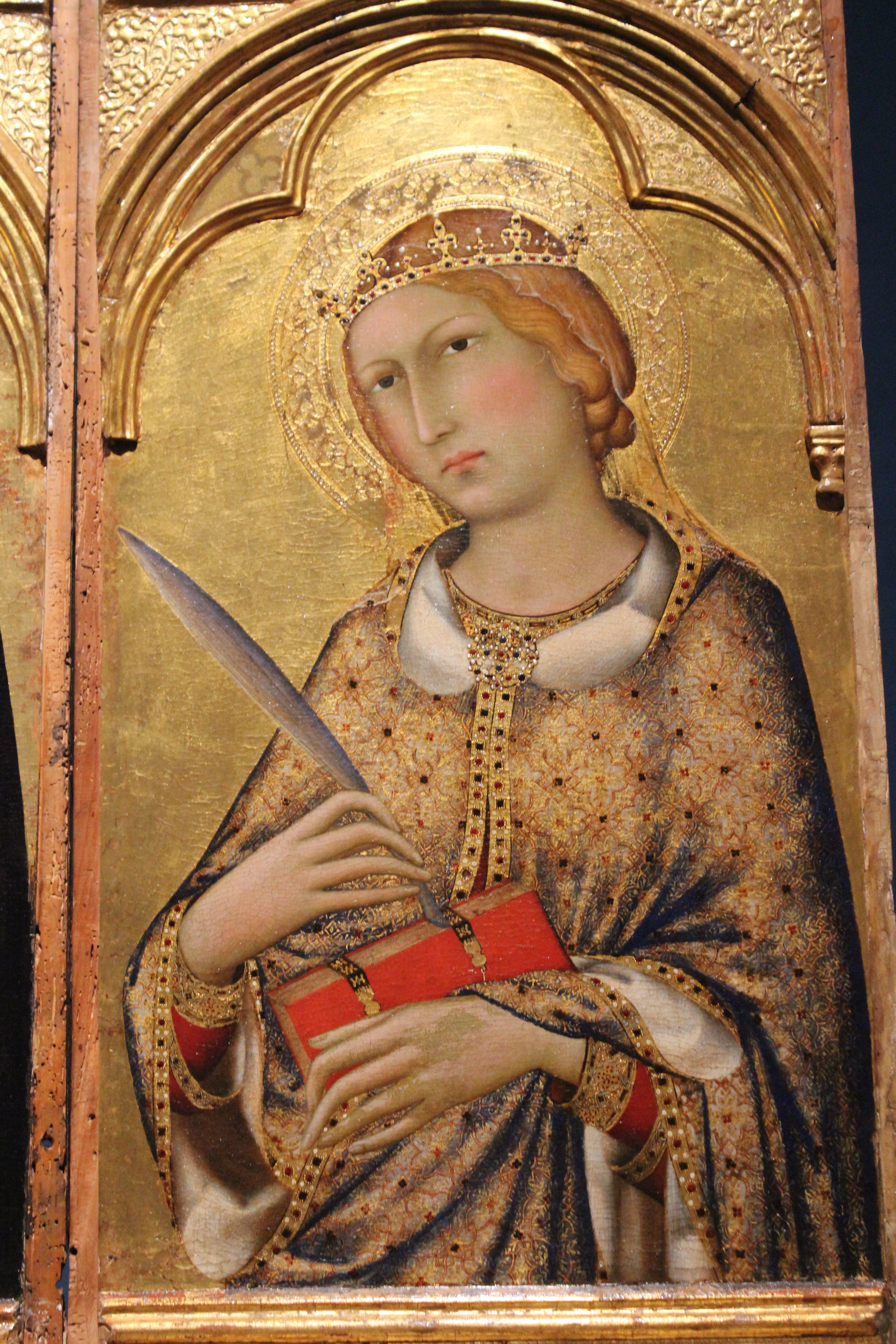
Polyptyque de Santa Caterina - détail : sainte Catherine d'Alexandrie
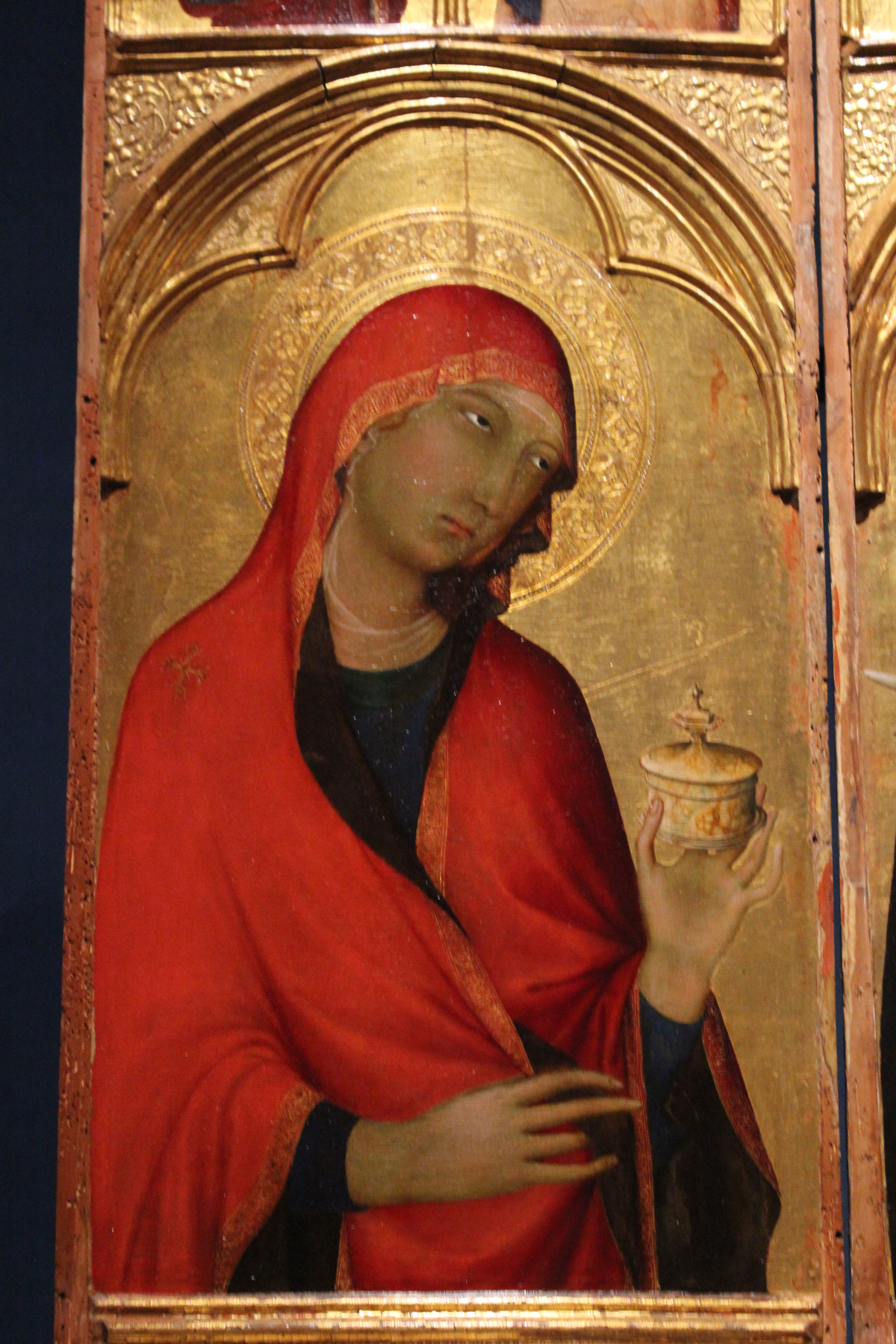
Polyptyque de Santa Caterina - détail : sainte Marie-Madeleine

De manière générale, si les visages sont un peu plus naturels (cf. les sourcils, les paupières, les joues et le nez) que ceux de la Maestà Paci, ils gardent une expression vive toujours aussi « déconcertante » (De Marchi 2020), dans un style parfois proche du Maître de Figline (cf. le saint Jean Baptiste).
Quant à sa datation, seul Cordaro (1982) l'estime antérieure à 1310, les autres historiens d'art situent son exécution entre 1315 et 1325 (Tartuferi 2021).

### Vita Panel de sainte Irène de Thessalonique (c. 1325-30), coll. part.

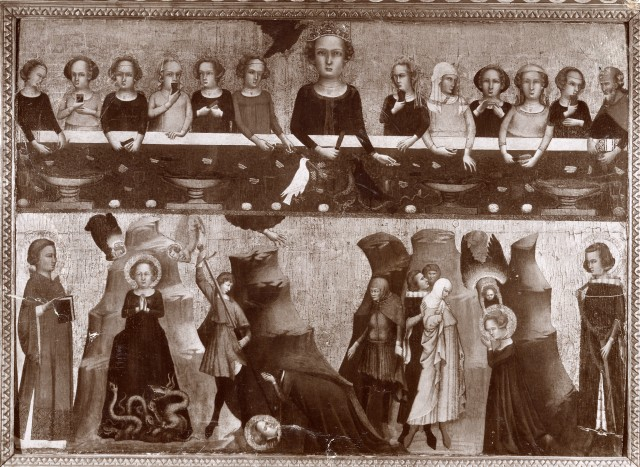
Histoires de sainte Irène de Thessalonique (Zeri 24051)

Histoires de sainte Irène de Thessalonique (c. 1325-30), 90,8 × 127 cm, New York, collection Madonna,.
Provenance : 1875, collection Corsi, Florence; collection Spiridon, Paris jusqu'en 1929 : vente Cassirer-Helbing, Berlin, 31 mai 1929, cat. no 3; vente Sotheby's, New York, 17 janvier 1992, cat no 16.
L'iconographie est longtemps restée énigmatique avant que Cassidy (1995) n'identifie la sainte comme Irène de Thessalonique. Le culte de sainte Irène très répandu dans l'Empire byzantin ne l'était guère en Italie (à l'exception notable de la ville de Lecce), malgré la rédaction à partir du XIe siècle de plusieurs versions latines de sa vie - s'appuyant sur les versions de référence byzantines, écrites en grec : passio et Synaxaire de Constantinople (Guglielmetti 2011).
La partie supérieure représente Pénélope (future Irène), fille de Lucinius, roi de Magedon, qui pour la protéger du christianisme, l'a enfermée dans une tour avec douze vierges (ici onze seulement sont représentées), sa tante et son précepteur (ou adversaire selon les versions) Ampélien. Cette partie du panneau relate plus précisément l'épisode de la visite d'une colombe (avec une branche d'olivier), d'un aigle (qui la ceint d'une couronne de fleurs) et d'un corbeau (tenant un serpent).
La partie inférieure représente trois épisodes de la vie de la sainte : l'épisode de la fosse aux serpents dont elle est sauvée par un ange, sa décapitation par le roi Perse Chapour II et le miracle de l'ange qui lui rend sa tête et la ressucite, convertissant le roi Chapour II.
Les deux derniers épisodes sont révélateurs : ils sont absents de la version latine ou vernaculaire toscane, et propres aux versions de l'Italie du Sud, notamment de celle de Lecce, ville pleinement sous infuence byzantine jusqu'à la chute de Bari en 1071, et où sainte Irène y est révérencée dès le XIe siècle,. Pour Cassidy, Guglielmetti et Marrone (2021) la représentation de cette version en Toscane s'expliquerait par la commande d'un chevalier de la suite de Gautier VI de Brienne (Lecce 1302 - Poitiers 1356), comte de Lecce justement, et arrivé à Florence début 1326 en tant que vicaire de Charles de Calabre (1298-1328), le fils de Robert d'Anjou récemment désigné seigneur de Florence (de mai 1326 à sa mort en novembre 1328).
Le panneau se singularise en premier lieu par sa grande taille, son format en longueur et sa composition en deux parties horizontales - tous inhabituels, au point de s'interroger sur sa fonction, car difficilement insérable dans les catégories de référence (retable, antependium...).
L'œuvre est également singulière par sa représentation des épisodes de la vie d'une sainte : ni reprise de la composition traditionnelle du Duecento et encore courante au début du Trecento, à l'image du retable de Sainte Cécile du contemporain Maître de Sainte Cécile où la sainte est représentée en majesté au centre, avec les épisodes de sa vie de part et d'autre de ce panneau central, cloisonnés dans des compartiments dédiés; ni adoption de la toute récente formule toscane de la prédelle, qui deviendra au fil du XIVe siècle le registre privilégié de la narration, telle que déjà utilisée en 1317 par Simone Martini pour illustrer la vie de saint Louis de Toulouse.

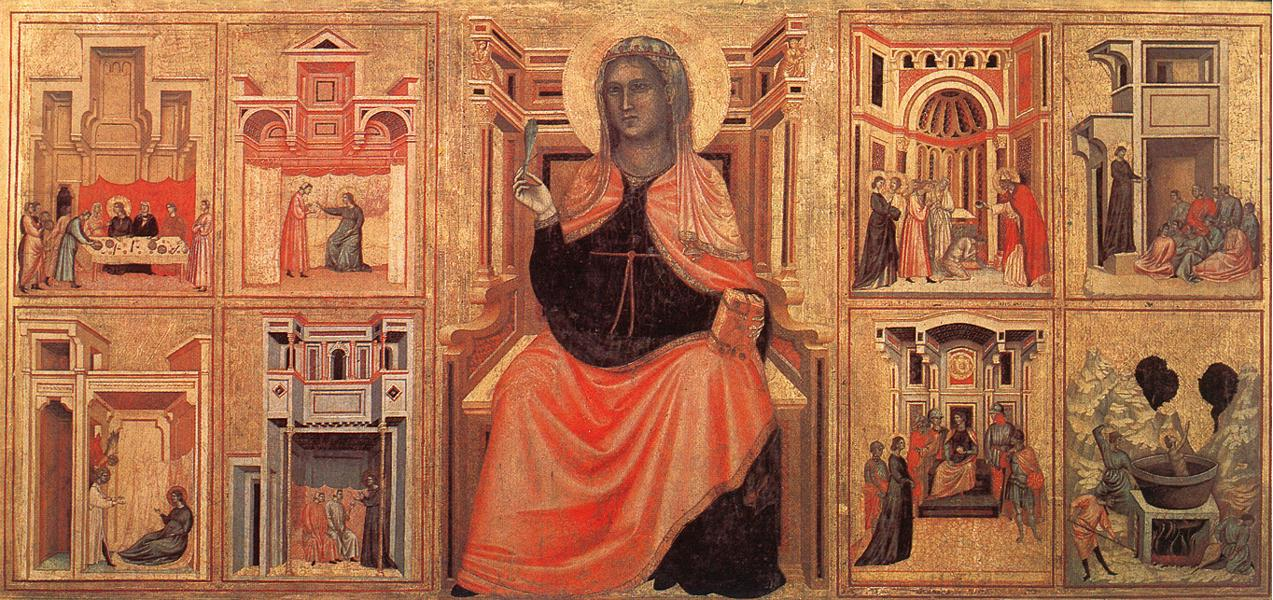
Maître de sainte Cécile : Retable de sainte Cécile (v. 1305), Florence, Offices
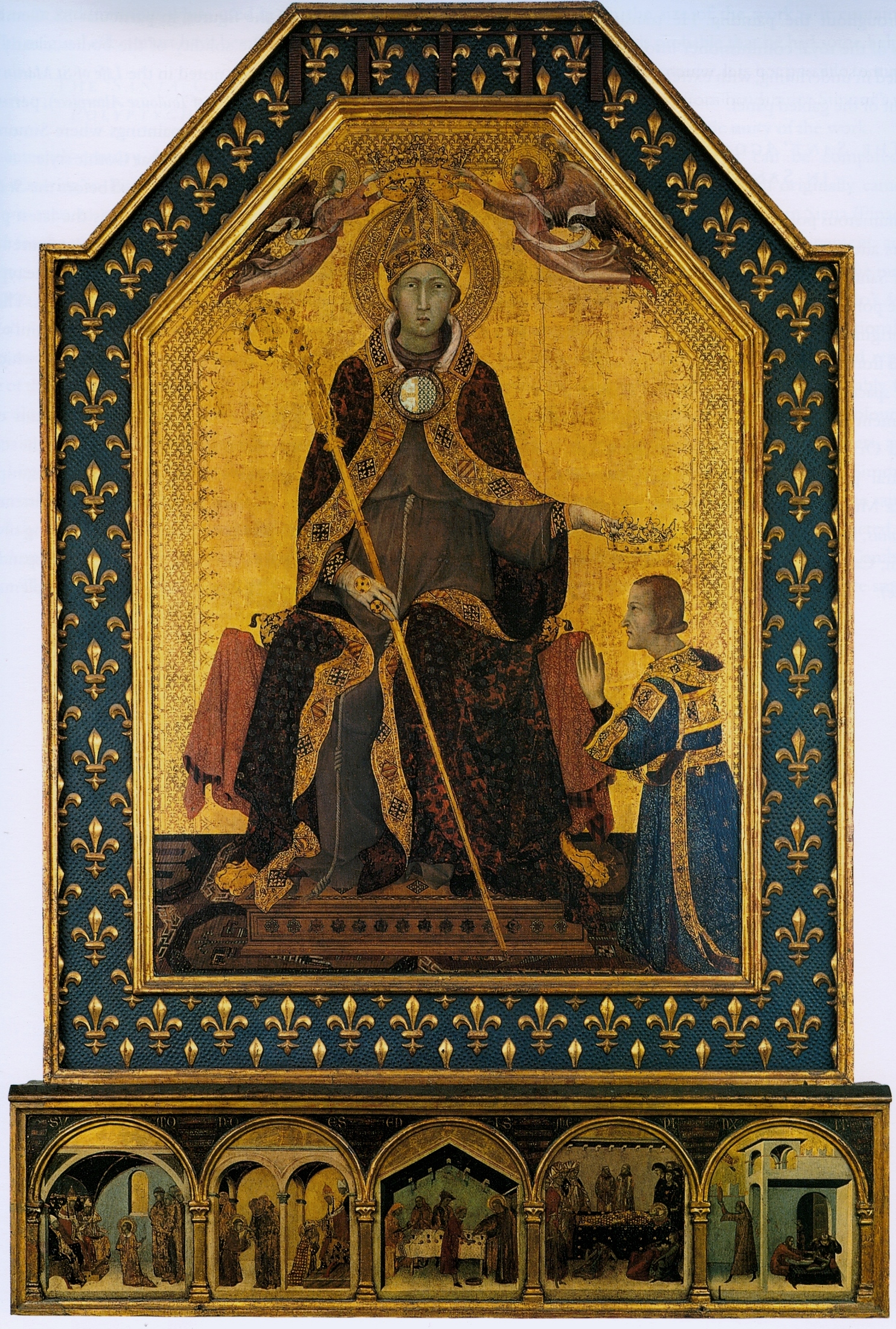
Simone Martini : retable de saint Louis de Toulouse (1317), Naples, Musée de Capodimonte

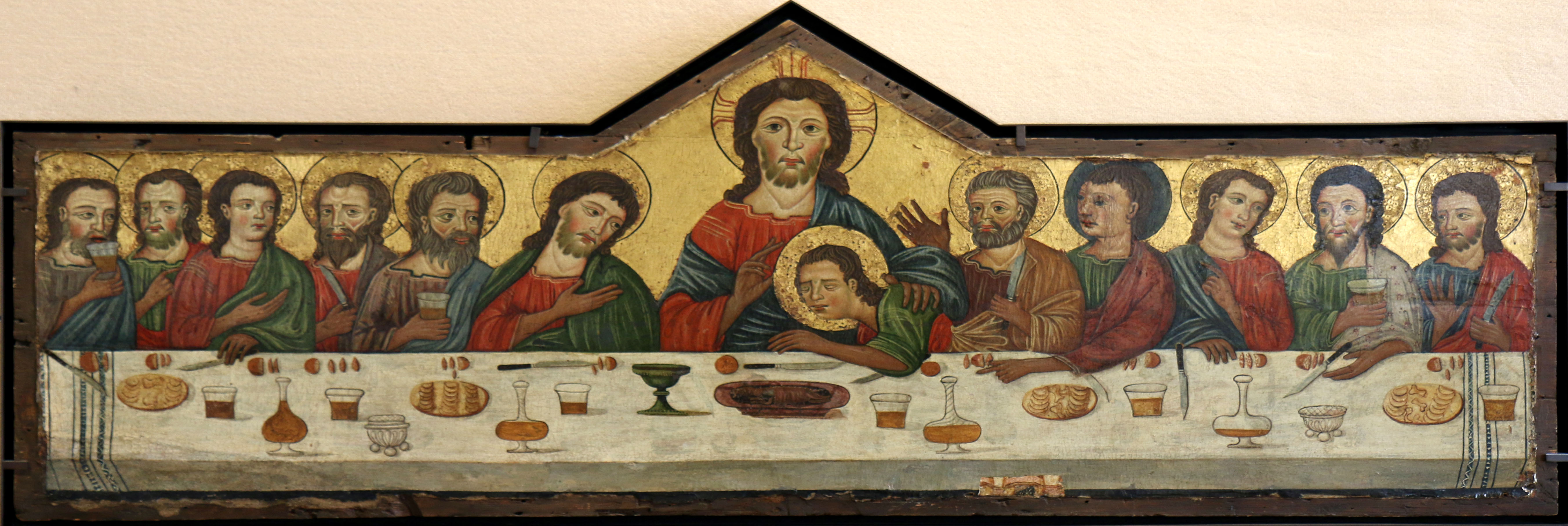
Maître de la Madeleine :
La Cène(vers 1280),
Avignon, Musée du Petit-Palais

Autre élément remarquable : si l'on se remémore la représentation canonique de la Dernière Cène au Duecento - comme celle du Musée du Petit-Palais en Avignon attribué au Maître de la Madeleine, ce panneau donne le sentiment d'assister à une dernière cène au féminin, illustrant donc au mieux la notion d'imitatio christi. Elle confirme le besoin et le rôle modèle des saintes (comme ici sainte Irène), dans un contexte où l'abandon de la vie séculaire était loin d'être évident pour les femmes.
Considérée d'un œil moderne, la mise en scène est à la fois originale et efficace. La partie supérieure se scinde d'elle-même en deux rythmes : tout en haut une période verticale - thème et variations des figures des Vierges, pleines de dignité, nobles, spirituelles (sentiment accentué par la finesse de la représentation des visages, la fixité des regards et leur attitude délicate) - s'articule avec la longue bande horizontale de la nappe blanche, rythmée par la répétition des plats et fruits précisément disposés sur la table. Cette longue table sert également à rythmer la partie inférieure, celle de la narration des trois épisodes violents de la vie de la sainte qui défilent linéairement, de manière presque cinématographique.
Attribué au Maître de 1310 par la grande majorité des historiens d'art à la suite de Donati, seul Boskovits l'attribue dès 1965 (donc avant sa création dix ans plus tard) au Maître de 1336/Maître de la Maestà civique de Pistoia, le plus célèbre successeur à Pistoia du Maître de 1310; attribution qui semble également plus appropriée pour Cassidy (1995). Pour Marrone (2021) cette attribution avant la création des deux anonymes (resp. 1974 et 1976) présente ainsi le premier « signe d’une connexion organique entre les corpus des deux anonymes » - voir ci-dessous.
Le phrasé compositionnel très complexe de ce panneau, dans une veine anti-rationnelle vraiment particulière, constitue une des plus remarquables mises en scène du Maître de 1310 - et certainement le sommet gothique de sa production (Tartuferi 2021), peut-être en partie motivé par les commanditaires angevins…

## Les premières œuvres du Maître de la Maestà civique de Pistoia
Le Maître de la Maestà civique de Pistoia (en italien : Maestro della Maestà civica di Pistoia) est un maître anonyme de style pistoïen actif à Pistoia et Empoli entre 1325 et 1355 environ, créé par Donati en 1976 sous la dénomination de Maître de 1336 - à ne pas confondre avec son homonyme bergamasque (it).
Donati a réuni sous ce même maître - et avec quelques doutes dès sa définition, doutes en résonance avec ceux de Boskovits et Bellosi - un premier et plus ancien ensemble d'œuvres sur panneau (Polyptyque d'Empoli, Polyptyque de Popiglio) où l'empreinte du Maître de 1310 est omniprésente, à un second ensemble d'œuvres principalement murales, au premier rang desquelles figure la Maestà de l'hôtel de ville de Pistoia (réalisée vers 1345 en hommage à un événement daté de 1336), second ensemble ouvert à bien d'autres influences…
En 2021, à l'occasion de l'exposition Medioevo a Pistoia, Tartuferi propose de renommer ce Maestro del 1336 en Maestro della Maestà civica di Pistoia en référence à son œuvre principale, commande prestigieuse et de plus restée in situ, par ailleurs avec les caractéristiques propres au second ensemble d'œuvres; Tartuferi supprime ainsi définitivement et la référence trompeuse à l'année 1336, problème déjà soulevé par Neri Lusanna, et la confusion avec le bien plus célèbre Maître de 1336 (it) actif à Bergame.
Bacchi (1986), Carofano (1998), Neri Lusanna (1998) et Tartuferi (2021) expliquent les grandes similitudes entre les ouvrages du Maître de 1310 et ceux du Maître de la Maestà civique de Pistoia par l'appartenance à une même culture locale dominée par le Maître de 1310, Tartuferi y perçevant de plus une baisse de qualité entre les deux corpus.
A l'opposé, De Marchi (2012, 2020) suivi de Marrone (2021) vont plus loin et attribuent au Maître de 1310 le corpus le plus ancien du Maître de la Maestà civique de Pistoia. Avec un corpus limité au second ensemble initial, Marrone propose en outre d'identifier le Maître de la Maestà civique de Pistoia à Tommaso Castelli, un des fils de Lazzerino Castelli (selon lui le Maître de 1310).
En 2023, Tatuferi refuse ces propositions et confirme la pertinence de maintenir les deux maîtres séparés.
Du premier ensemble se détachent le polyptyque/pentaptyque d'Empoli et l'exotique (Donati) polyptyque de Popiglio. Du panneau central d'Empoli ont été rapprochées trois Vierge à l'Enfant très similaires, dont celle de Santissima Annunziata rédecouverte seulement en 2016, qui semble être l'œuvre la plus ancienne de cet ensemble.

### Vierge à l'Enfant, Empoli, Santissima Annunziata

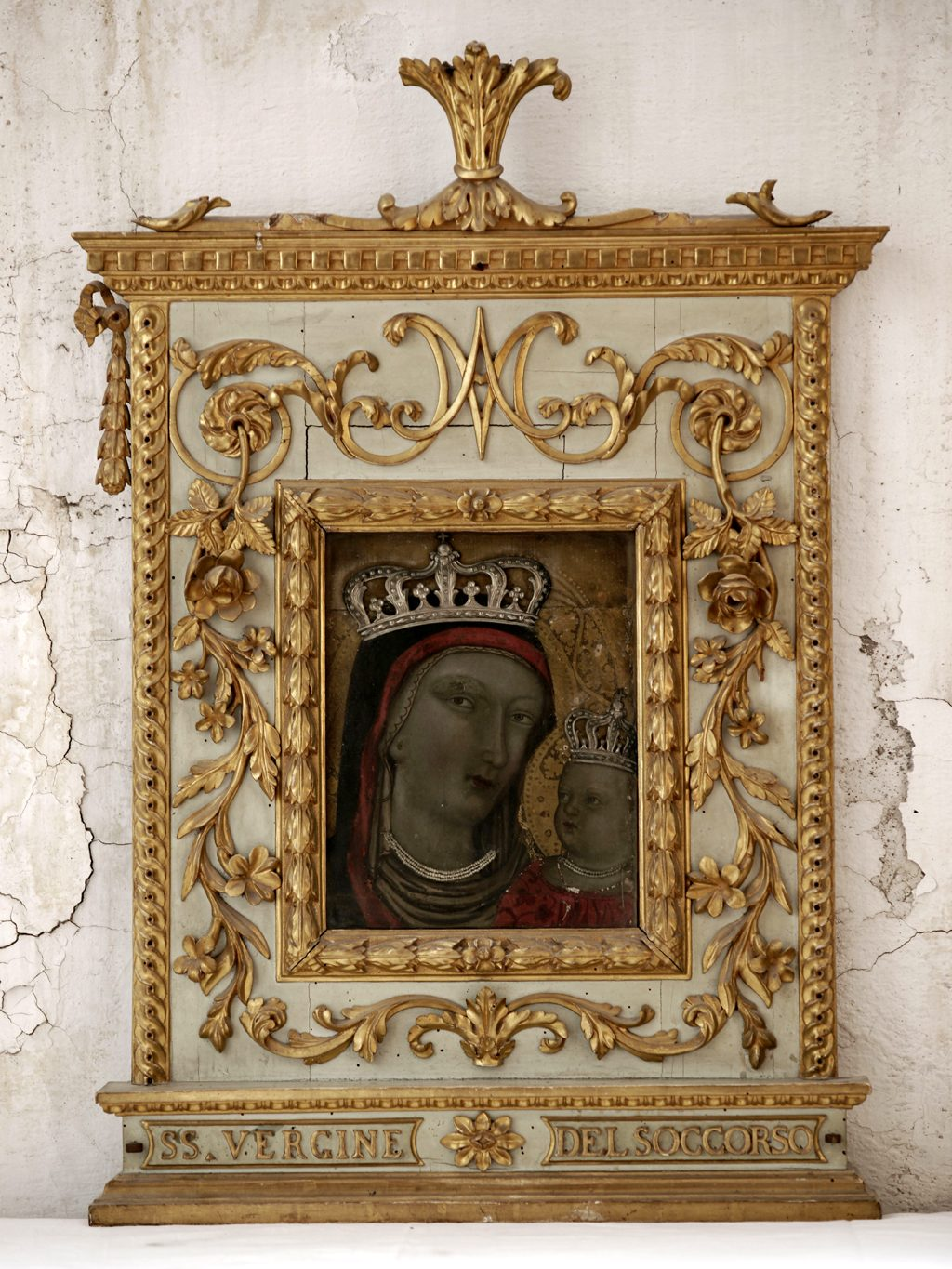
Vierge à l'Enfant, Santissima Annunziata, Empoli

Madonna col Bambino, 22,5 × 23,7 cm, Empoli, Uffici del conservatorio della Santissima Annunziata
Du fait de son lieu de conservation, et de sa présentation dans une décoration du XVIIIe siècle, le panneau n'est identifié comme étant du XIVe siècle qu'en 2016 par Nardi, qui fait tout de suite le rapprochement avec le polyptyque du Maître de 1336 de la collégiale Sant'Andrea à Empoli. Immédiatement restauré, le panneau poussièreux se révèle être de grande qualité et dans un dans un état de conservation remarquable. Cette Vierge à l'Enfant était vraisembablement le panneau central d'un pentaptyque-dossal similaire à celui du musée de la collégiale d'Empoli, panneau qui, malheureusement une fois isolé, a de plus été largement découpé pour ne garder que les deux visages...
L'influence du Maître de 1310 est significative : elle se retrouve par exemple dans le jeu entre le voile blanc et le maphorion rouge de la Vierge, ou encore la mâchoire arrondie, les yeux saillants typiques, le nez incliné caractéristiques de la sainte Marie-Madeleine du retable Umiliati. Cependant l'œuvre manifeste « un adoucissement nouveau, un apaisement des tensions » (Marrone 2021), particulièrement visible dans le visage potelé de l’Enfant et dans l’expression détendue, lumineux de la Vierge. Apaisement qui annonce le pentaptyque d'Empoli.
Pentaptyque d'Empoli dont la Vierge partage la « beauté quelque peu étrange » (Marrone 2021) de notre panneau, et des signatures iconographiques tel que le lobe de l'oreille, ou concernant l'Enfant, les boucles frisées, et probablement car il n'en reste que l'attache, la même amulette de corail rouge - symbole de la future Passion - à son cou.
Ce panneau représente ainsi pour De Marchi (2020) et Marrone (2021) qui l'attribuent tous deux au Maître de 1310, le trait d'union entre le polyptyque Humiliati et le pentaptyque d'Empoli, constituant ainsi le plus ancien témoignage de l'activité du maître de 1310 à Empoli.

### Pentaptyque (c. 1330), Empoli, pinacothèque de la collégiale Sant'Andrea

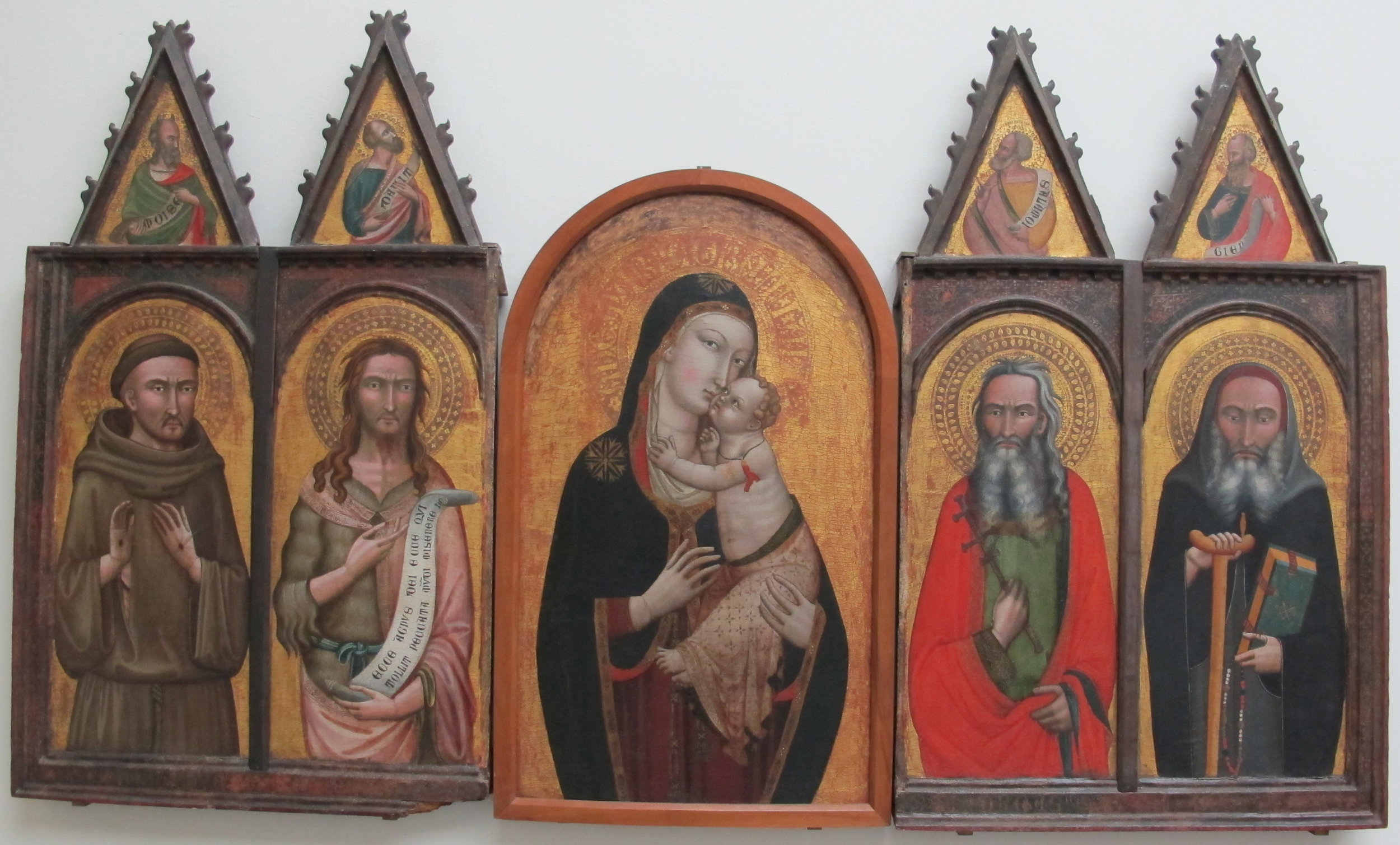
Maître de 1310, ou Maître de la Maestà civique de Pistoia : Pentaptyque d'Empoli (v.1330)

Vierge à l'Enfant avec les saints François, Jean-Baptiste, André et Antoine abbé; dans les cuspides, il y a de gauche à droite : Moïse, David, Salomon et Jérémie (vers 1330), 111 × 191 cm, Empoli, pinacothèque de la collégiale Sant'Andrea (it), no 2 (inv. Carocci 9).
Provenance : collégiale Sant'Andrea, chapelle Santa Lucia.
La présence de saint André et saint Jean Baptiste invite à penser que ce polyptyque a été conçu pour l'autel majeur de la collégiale Sant'Andrea. Demembré à une époque inconnue, le panneau central, resté en la chapelle Santa Lucia, mais privé de son encadrement d'origine, ne retrouve ses panneaux latéraux qu'en 1956. Il est restauré à l'occasion de l'exposition Medioevo a Pistoia en 2021.
Si les caractéristiques du Maître de 1310 se retrouve dans le panneau central avec la Vierge à l'Enfant (cf. la maestà éponyme, la Madone aux yeux bleus ou la Vierge du polyptyque Umiliati), les compartiments latéraux semblent s'en éloigner : plus frustes, rigides et surtout moins expressifs. Leur style est davantage aligné sur la leçon des peintres giottesques alors omniprésente en Toscane. L'influence de Maso di Banco, vraisemblablement via l'activité de Bonaccorso di Cino à Pistoia est ainsi manifeste sur le Maître de la Maestà civile de Pistoia (cf. la maestà éponyme).
|                |
| Saint François |

|                     |
| Saint Jean Baptiste |

|                   |
| Vierge à l'Enfant |

|             |
| Saint André |

|                    |
| Saint Antoine abbé |

### Vierge à l'Enfant Banti(c. 1330), coll. part.
Vierge à l'Enfant Banti, 62 × 36 cm, collection particulière (cf. Vente Sotheby’s - Peintures et sculptures importantes de maîtres anciens, 31 janvier 2013, lot 121 où elle est attribuée au Maître de Popiglio [sic]).
Zeri est le premier à reférencer le panneau sous la fiche 5196, l'attribuant à Francesco d'Orcagna, attribution que Zeri en son temps applique pour l'ensemble du corpus aujourd'hui associé au Maître de la Maestà civique de Pistoia. De Marchi (2020) l'attribue au Maître de 1310 étendu au premier corpus du Maître de la Maestà civique de Pistoia; Marrone (2021) à un disciple du Maître; enfin Tartuferi (2021) au Maître de la Maestà civique de Pistoia.
|                            |
| Etat Zeri (cf. fiche 5196) |

|                       |
| Etat Sotheby's (2013) |

### Vierge à l'Enfant(c. 1330), Vienne, coll. part.
Vierge à l'Enfant, Vienne, coll. part.
Troisième Vierge à l'Enfant très similaire à celle du pentaptyque de la Collegiata d'Empoli, ce qui témoigne du succès de l'œuvre, ce panneau a été examiné en 2021 par l'Académie des Beaux-Arts de Vienne.
|                                                  |
| Vierge à l'Enfant (c. 1330), Vienne, coll. part. |

### Pentaptyque (c. 1440), Popiglio, Musée d'art sacré
Pentaptyque avec Vierge à l'Enfant entourés des saints Laurent (?), Pierre, Jean Baptiste et Jacques, Popiglio (it), Museo diocesano di Arte Sacra
Même si l'attribution au Maître de 1310 (cf. Donati 1976, De Marchi 2020) est aujourd'hui discutée, le rapprochement stylistique avec l'œuvre du Maître reste elle indiscutable. Mais le panneau montre une indéniable inflexion vers le style de Maso di Banco, notamment par sa construction plastique plus solennelle et typiquement giottesque, caractéristique de l'œuvre ultérieure, et incompatible avec les autres pièces du Maître de 1310 (Marrone 2021).
|                                                                           |
| Maestro del 1310 : Retable Umiliati - détail : visage de sainte Madeleine |

|                                                                                |
| Vierge à l'Enfant (c. 1330), Empoli, Conservatorio della Santissima Annunziata |

|                                                                     |
| Vierge à l'Enfant et saints (c.1330) Empoli, Museo della collegiata |

|                                                                                |
| Vierge à l'Enfant Banti (c. 1330), coll. part. - présentation Sotheby's (2013) |

|                                                  |
| Vierge à l'Enfant (c. 1330), Vienne, coll. part. |

|                                                                     |
| Vierge à l'Enfant, détail du polyptyque Popiglio, Musée d'art sacré |

## Autres œuvres associées au Maître de 1310

### Les œuvres ombriennes
L'ensemble des œuvres ombriennes incluses à la définition de son corpus par Longhi (1953) ont été isolées et regroupées sous de nouvelles dénominations : le Maître du diptyque Cini ou Maître du diptyque Poldi Pezzoli (Boskovits 1965), aujourd'hui dénommé selon son œuvre principale : Maître de la croix de Trevi (Delpriori 2015).

### Histoires de la Passion du Christ, Pistoia, église San Giovanni Fuorcivitas

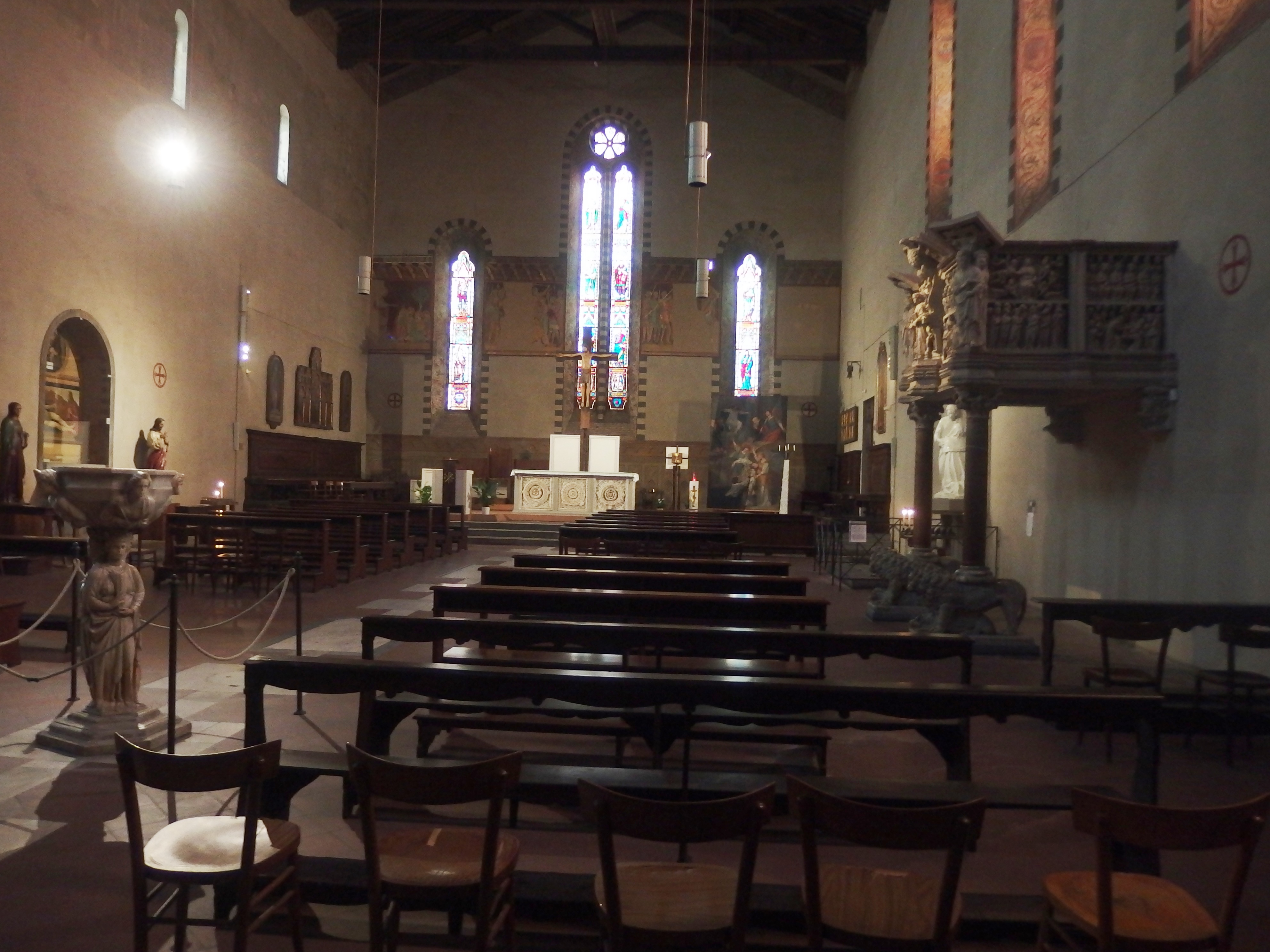
Pistoia, San Giovanni Fuorcivitas, intérieur - les quatre fresques des Episodes de la Passion du Christ sont visibles sur le mur du fond

Les fresques représentant les Épisodes de la Passion du Christ (Le Christ au jardin de Gethsémani, La Capture du Christ, Le Christ devant Hérode et probablement - la fresque a presque entièrement disparue - le Couronnement d'épines) couvrent le mur nord du réfectoire de l’église de San Giovanni Fuorcivitas à Pistoia. Elle sont datées de la fin du XIIIe siècle.
|                                   |
| Le Christ au jardin de Gethsemani |

|                      |
| La Capture du Christ |

|                         |
| Le Christ devant Hérode |

1966 : Procacci publie un article monographique consacré à ces fresques révèlant notamment l'inscription présente dans l'embrasure d'une des fenêtres séparant les fresques. Elle désigne un certain Lazzerino Castelli comme auteur de l'« opus fenestarum » en 1307. Cette inscription et l'importance de ces fresques dans l'histoire picturale de Pistoia - première « inflexion gothique hautement expressive » réalisée à Pistoia et à l’origine d’un code stylistique local (Bacchi 1986) - va être à l'origine de longues discussions - en l'absence d'archives - sur la nature de l'opus fenestrarum (s'agit-il des nouveaux vitraux, de la décoration des fênetres ou des fresques elles-mêmes) et sur l'auteur de ces fresques.
Procacci donne ainsi en 1966 à Castelli les seules décorations des fenêtres, mais non les Histoires de la Passion, qu'il juge œuvres modestes d’un artiste « ignorant les nouveautés contemporaines » (c.-à-d. giottesques). En 1971, Conti, dans ses Appunti Pistoiesi considère les peintures de San Giovanni Fuoricivitas comme les œuvres d’un « maître indifférent à la culture giottesque », œuvres qu'il considère stylistiquement proche de la représentation d'un Saint du XIIIe siècle de l’église de Santa Maria Ripalta, et ultérieurement du Codex latin 1375 du Vatican.
En 1974, Pier Paolo Donati, dans son article de référence pour la définition du Maître de 1310, et sur la base d’une comparaison avec la Maestà Paci voit les fresques de San Giovanni Fuoricivitas comme son œuvre la plus ancienne, exécutée au tout début du XIIIe siècle. Donati distingue cependant l’exécution des Histoires de la Passion des vitraux que, sur la base de l’inscription, il attribue à Lazzerino Castelli, distinction reprise en 1986 par Bacchi.
La même année (1986), De Marchi, dans son étude sur le Maître de 1310 et du grand Crucifix de l'église de San Francesco à Pistoia, retire les Histoires de la Passion du catalogue du Maître, tout en confirmant son influence sur le Maître : « l’auteur des fresques de formation cimabuesque à l'instar de Manfredino da Pistoia, a décliné sa propre manière, enrichie d'une influence clairement ultra-montaine (gothique) » (De Marchi 1986).
En 1991, Tartuferi considère à son tour ces fresques comme l'œuvre la plus ancienne du Maître de 1310.
En 1998, Bellosi relie tous les éléments décoratifs (incluant les fresques) à la signature et à la date de l’inscription mentionnée par Procacci, considérant leur auteur Lazzerino comme un élève de la première heure de Cimabue (Bellosi s'appuie notamment sur l'évolution du dessin des narines chez Cimabue).
Par ailleurs, Roberto Longhi et Federico Zeri possédaient tous deux des photographies du cycle pictural - annotées (mais sans date) par le premier avec la formulation évocatrice d’Anonimo Romanzo, et par le second d'Anonimo pistoiese.
En 2019, l'article monographique de Balzarotti attribue l'ensemble des éléments (vitraux, embrasures et fresques) à Lazzarino Castelli, attribution qu'un autre article monographique sur ces fresques - celui de Marrone en 2021 - écarte de son côté résolument, limitant l'intervention de Castelli aux vitraux et contours des fenêtres. Marrone avance l'achèvement de ces fresques à la fin du XIIIe siècle (l'influence de Cimabue y est prédominante) et remet au goût du jour la dénomination utilisée autrefois par Longhi pour qualifier l'auteur : Anonimo romanzo, position et dénomination reprises par Tartuferi la même année.
Les historiens d'art évoquant le Maître de 1310 sont en tous cas unanimes : quand il n'en est pas lui-même défini comme l'auteur, l'influence de ces fresques sur son œuvre ultérieure ne fait aucun doute.

### Christ en croix, Pistoia, église San Francesco

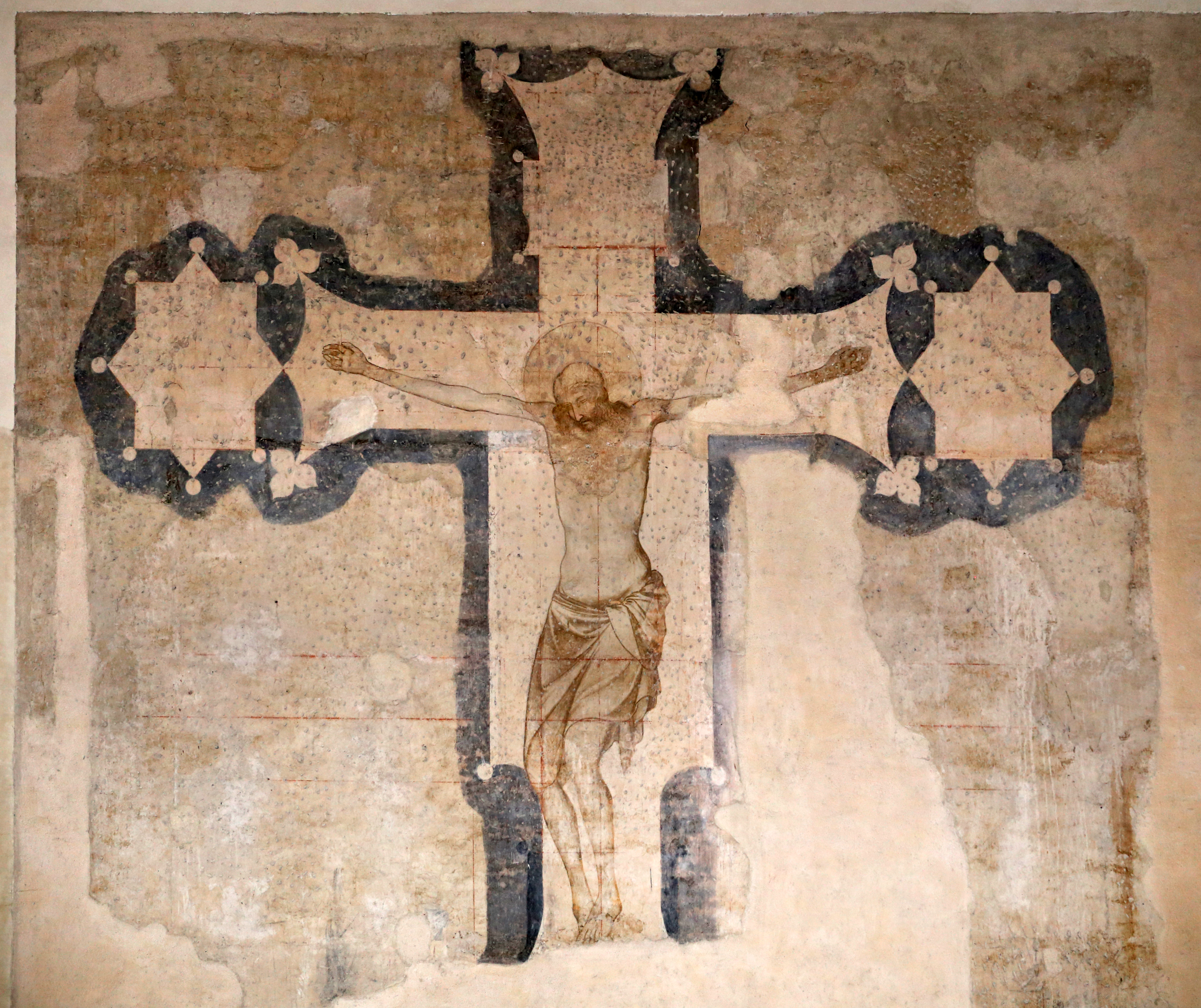
Maître de Figline, Christ en croix (c. 1330),, Pistoia, San Francesco

Christ en croix (c. 1330), 475 × 550 cm, Pistoia, église San Francesco
Le rendu graphique de cette peinture murale interroge : son effet est presque celui d'une ébauche, d'une traditionnelle « sinopia » (un dessin préparatoire rouge pour un travail ultérieur a fresco où le pigment est posé directement sur l’arriccio). Mais dans notre cas, s'il s'agit d'une réalisation a fresco classique sur un intonaco très finement poli, le travail se limite à un dessin sépia seul, très vif et manifestement pensé de manière définitive, sans même envisager une suite, grisaille ou retouches (via des couches sèches de blanc par exemple) (De Marchi 1986).
Ses proportions gigantesques, associé à l'aspect pauvre, minimal du rendu, le contraste entre des parties qui paraissent seulement ébauchées versus la finition extrême du visage et du pagne; son style fortement expressif, voire violent, aux très nets accents gothiques par endroit (notamment le pagne); son dessin vif, nerveux, tout cet ensemble confèrent un singularité (De Marchi parle de vibrato et de pathétisme abstrait) et une modernité étonnante à cette œuvre du XIVe siècle... qui s'affiche par ailleurs en complète opposition avec les canons strictement giottesques largement prédominants (ceux par exemple de rendu du volume, de la mesure et solennité...) (De Marchi 1986).
Absent du corpus de référence (Donati 1974), De Marchi l'y ajoute en 1986 (et le confirme en 2012), tout en révélant la forte influence du grand Crucifix de la basilique Santa Croce attribué au Maître de Figline.
Au même moment Bacchi (1986) puis par la suite Tartuferi (2021) l'attribuent (qualité, finesse du dessin, forts accents gothiques inconnus au corpus canonique du Maître de 1310) au Maître de Figline.

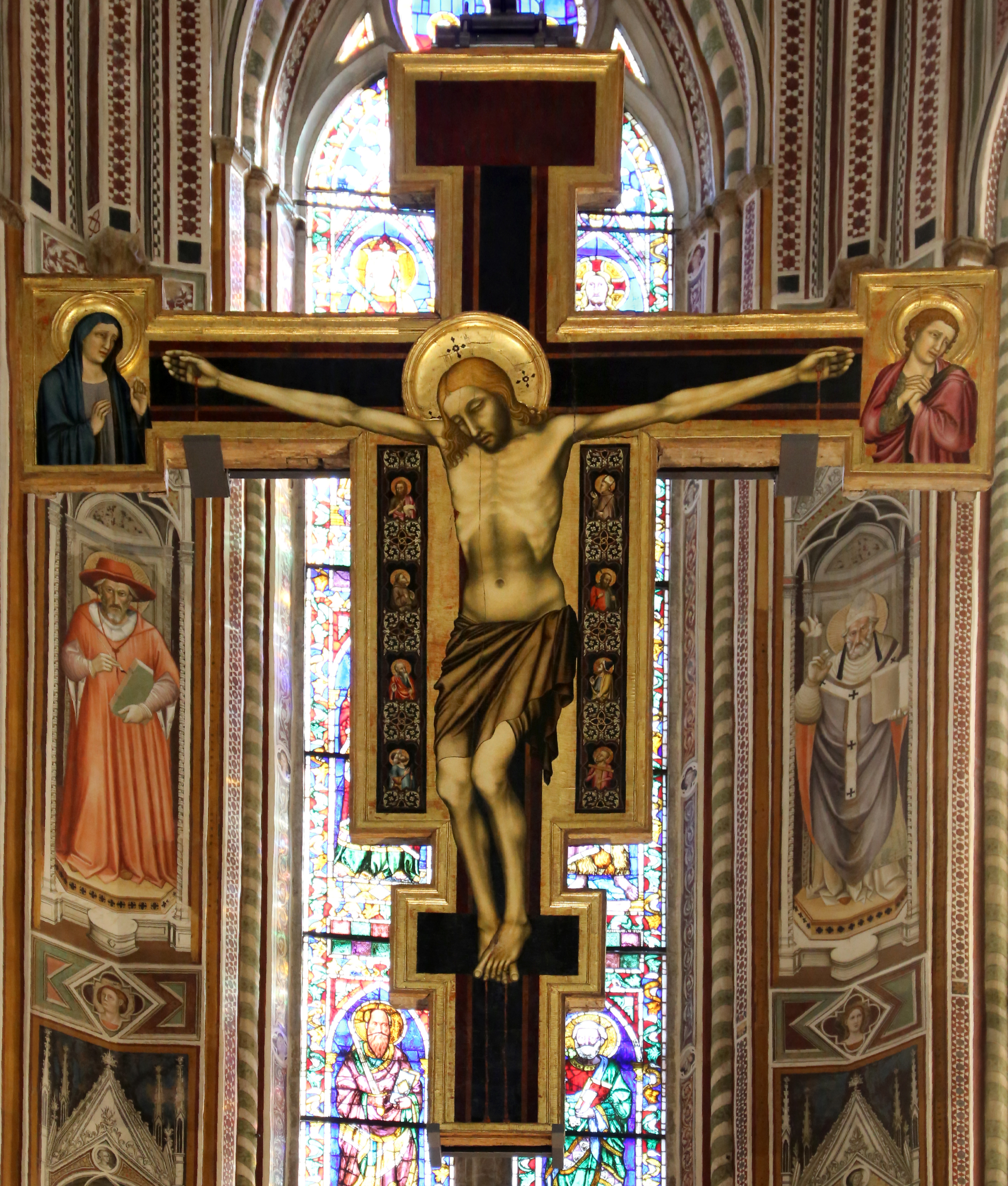
Maître de Figline: Crucifix, Florence, basilique Santa Croce

### Maestà entourée de six saints, Pistoia, église San Domenico
Vierge à l'Enfant en Majesté entourée de six saints (c. 1330), fresque, détachée, Pistoia, église San Domenico
Attribuée au Maître de 1310 par Donati (1974), et de manière répétée par Tartuferi (1991, 2021), De Marchi (2012) par contre, n'y retrouve pas la « qualità affilata e stralunata » du Maître de 1310, et l'attribue à un peintre pistoïen actif vers 1330.
|                                                             |
| Ensemble : photo de 1931 avant le détachement de la fresque |

|                             |
| Ensemble : fresque détachée |

|                 |
| Détail : Maestà |

### Saint Paul, Pistoia, San Pier Maggiore

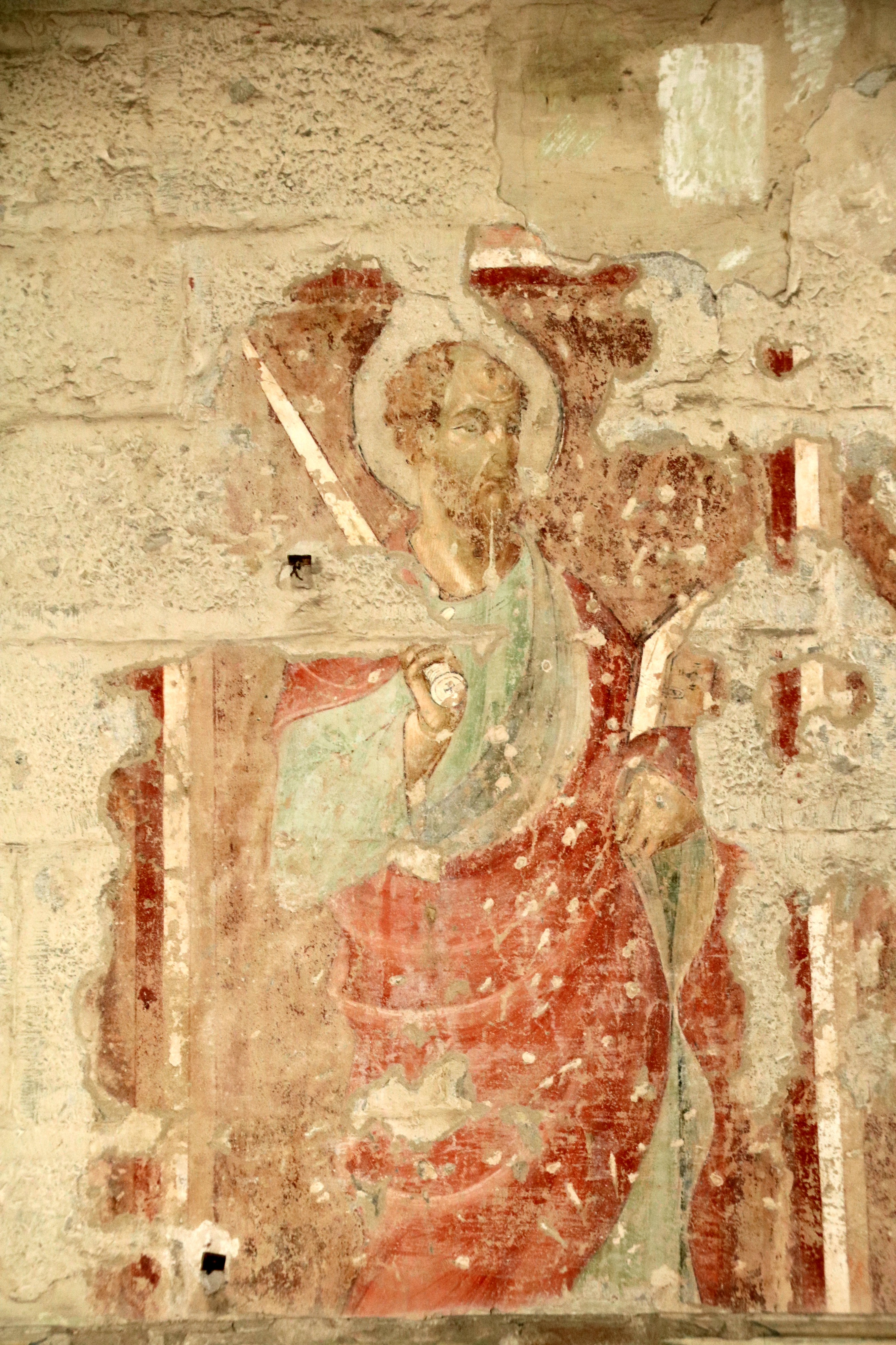
Saint Paul, fresque, Pistoia, Eglise San Pier Maggiore

Saint Paul, fresque, Pistoia, San Pier Maggiore
Parmi les fragments de fresque redécouverts en 2018 en l'église de San Pier Maggiore de Pistoia figure un Saint Paul, reconnaissable à ses attributs le livre et l'épée, remarquable par sa grande force et qualité d'exécution. De par sa datation et sa similarité avec le saint Jean Baptiste du retable Umiliati, l'attribution au Maître de 1310 a été proposée. Marrone (2021) l'attribue quant à lui à un maître local pistoïen du Duecento.

### Maestà(retable Luzzetti), Florence, collection Luzzetti

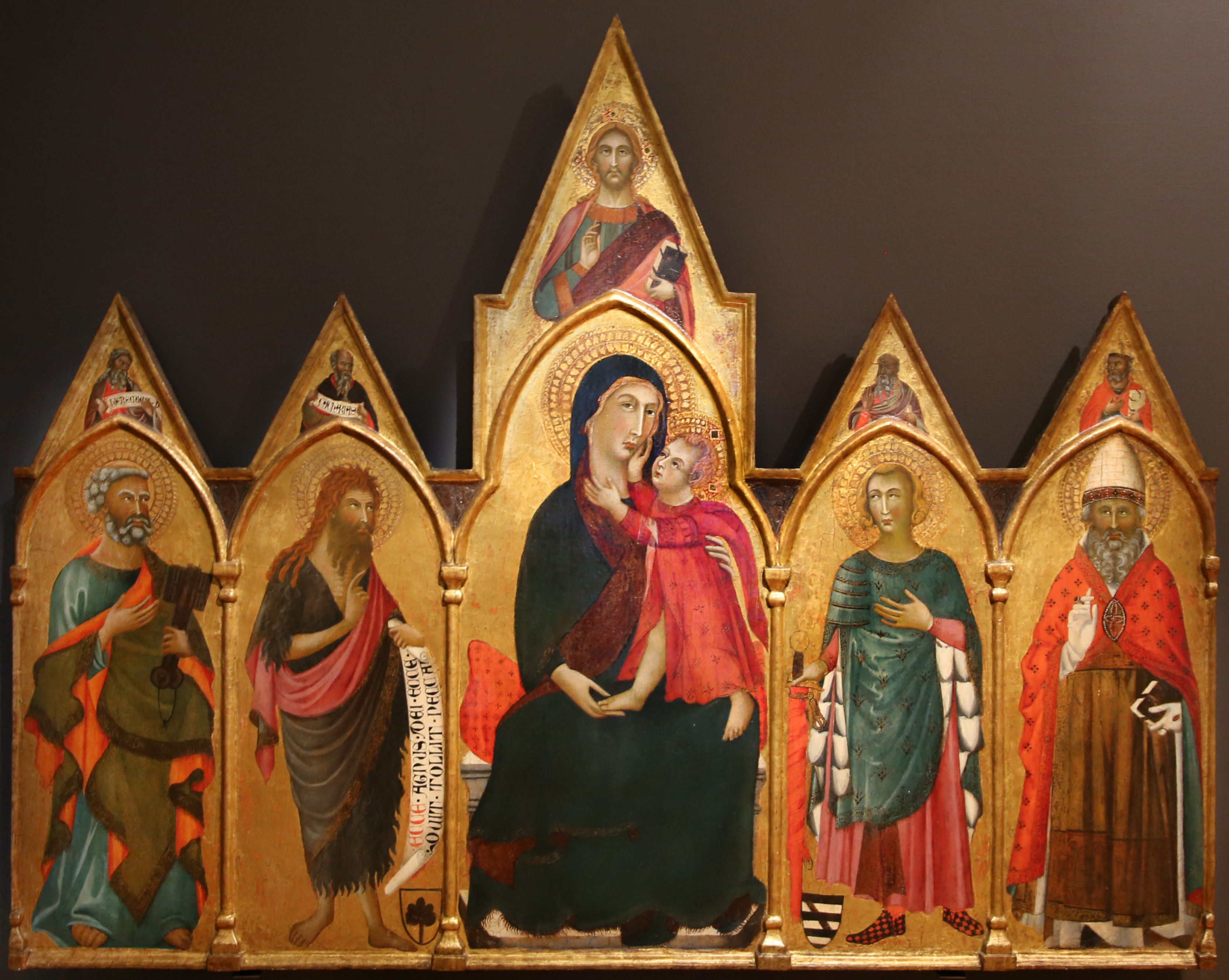
Maître lucquois:
Maestà et saints (vers 1325-30), Florence, coll. Luzzetti

Polyptyque avec : Vierge à l’enfant, saint Pierre, saint Jean-Baptiste, Julien et un saint abbé (1325-1330), tempera su tavola, 122 × 160 cm, Florence, collection Gianfranco Luzzetti
Provenance : auparavant coll. privée anglaise
Sur une suggestion de Boskovits, ce polyptyque a été attribué au Maître de 1310 par Labriola en 1988, attribution reprise par Tartuferi en 1991. En 2021, Tartuferi l'attribue désormais à un maître lucquois actif vers 1325-1330.

### Vierge à l'Enfant, La Spezia, Museo Civico Amedo Lia
Vierge à l'Enfant, 32,5 × 21,5 cm, La Spezia, Museo Civico Amedo Lia (inv. 331)
Cette Madone a été ajoutée au corpus du Maître de 1310 par Volpe (1999) sur la base d'un rapprochement stylistique avec les fresques de San Giovanni Fuorcivitas.

### Crucifixion, Miami, Lowe art museum

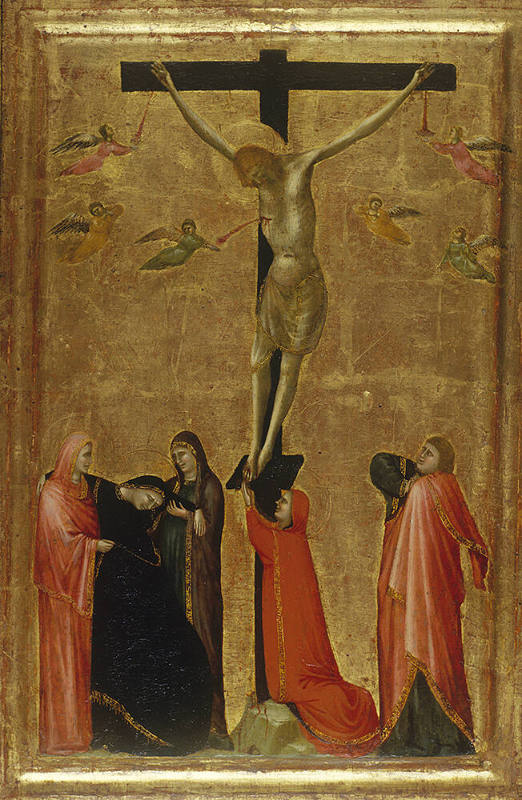
Ecole giottesque:
Crucifixion, Miami, Lowe Art Museum, Kress 61.010

Crucifixion, tempera sur bois, 62,9 × 43,2 cm, Miami, Lowe Art Museum (en) (inv. 61.10 ; Coll. Kress 201); cf. également Zeri Foto inv. 25153, au verso, une note autographe de F. Zeri, indique : "R. Offner: Fiorentino / M. Salmi: Romagnolo (1937)"
De petite taille - vraisemblablement destiné à la dévotion privée, ce panneau était l'un des deux volets d'un diptyque - comme le prouve des restes d'attaches - le sujet de l'autre volet étant probablement une Vierge à l'Enfant. Attribué au Maître de 1310 par Bellosi en 1974, qui s'est lui-même ravisé auprès de De Marchi en 1986, le panneau est aujourd'hui le plus souvent daté de la seconde moitié du XIVe siècle et rattaché à l'école giottesque.

### Miniatures
Le Maître de 1310 a été évoqué par Chelazzi-Dini (1979) à propos de l'auteur anonyme dénommé Maestro des Laudario d'une partie des remarquables enluminures d’un recueil de laudes de la bibliothèque nationale de Florence (ms. B.R.18), mais où l’influence de Giotto est par trop significative. Cette identification possible au Maître de 1310 a été reprise par Montagnani (2004, Laclotte (2005) et Labriola (2014).
Le Maître de 1310 a de nouveau été mis en avant par Labriola (2019) qui identifie quelques consonances entre les miniatures du Psautier (ms. 528) de la Bibliothèque Universitaire sainte Catherine de Pise et les fresques des Histoires de la Passion de San Giovanni Fuorcivitas. Caleca (2005) attribue ce psautier et le psautier (ms. 190) de la même bibliothèque, à un unique maître anonyme pisan qu'il baptise Maestro dei Saltieri.

## L'identification à Lazzerino Castelli
En 2021, Marrone propose d'identifier le maître de 1310 à Lazzerino Castelli.
Le nom de Lazzerino Castelli apparaît une première fois dans l'inscription fragmentaire présente dans l'embrasure d'une fenêtre de l'église San Giovanni Fuorcivitas, où il est désigné comme auteur de l'« opus fenestarum » (très probablement, la conception et la coloration des vitraux de l’église rénovée), opus daté de 1307.
L'atelier de Castelli apparaît ensuite à de nombreuses reprises dans les archives de la ville de 1324 à 1338 :
1. paiement établi, en 1324, à « Laççarino Castelli » pour la « peinture [de] la table de l’autel de Madonna Sancta Catarina », enregistré dans les livres de comptes de l’Opera di San Giovanni Fuorcivitas ;
2. le 31 décembre 1325, le même livre des comptes stipule le paiement d'une lire quinze à « Laçarino » pour peindre des chandeliers ;
3. en 1326, « Laçaro Castelli dipintore » apparaît à nouveau dans les registres de l’église dédiée à l’évangéliste, pour la « peinture et le tannage du panneau de Sainte Caterine »;
4. une série de paiements datés de 1331, dans lesquels « Laçarino » est nommé indirectement, comme père et professeur d’un peintre appelé « Johanni », de Florence, payé à plusieurs reprises pour des travaux dans l’église de San Giovanni ;
5. en mai 1335, Lazzarino reçut deux sous de la municipalité de Pistoia, pour la peinture d’une nappe d’autel ;
6. en 1338 « Lazarino Chastelli » est rémunéré par l’Opera di San Giovanni Fuorcivitas pour avoir peint un « Sancto Stefano »[122].

Les archives font ensuite (1344/1346) mention d'un peintre simplement dénommé « Lazare » mais que Marrone associe à Castelli du fait de la nature des travaux:
1. 1344 dans les registres de l’Opera di San Giovanni Fuorcivitas « Laççaro depintore » a effectué des travaux de décoration sur la poutre de la cloison ;
2. 1346 : un reçu de paiement est délivré à « Laççaro pictore », par l’Opera di San Iacopo, pour la « peinture » d’un vitrail de la chapelle iacobea del Duomo (« pro pictura fenestre vitri »), certainement réalisée dans le cadre du réaménagement global[123].

L'inscription de 1307 ainsi que celle de 1344 font penser que le peintre de Pistoia Lazzerino / Lazzaro Castelli est considéré comme le spécialiste de la peinture sur verre et du vitrail, technique visiblement pratiquée tout au long de sa carrière, de la première décennie du XIVe siècle jusqu’à la fin des années quarante - technique qui par ailleurs pourrait expliquer certaines caractéristiques du style du Maître de 1310 (délimitation des contours, aplat des figures, accents gothiques...). Malheureusement, la perte des vitraux originaux de San Giovanni Fuorcivitas et de la cathédrale de Pistoia nous empêche de pouvoir les confronter à l'œuvre peinte subsistante.
L'argument principal reste donc la correspondance entre les archives qui décrivent l'atelier familial des Castelli, comprenant le père Lazzerino mais également au moins trois de ses fils, à savoir Tommaso, Filippo et Iacopo, comme florissant tout au long du siècle à Pistoia, et la position donnée par les historiens de l'art au Maître de 1310, véritable chef de file à Pistoia sur le premier tiers du XIVe siècle, et point de référence essentiel pour les divers artistes locaux ultérieurs (Maître de la Maestà civique de Pistoia, Maître de Popiglio) jusqu'à 1400 environ.
Il faut rappeler qu'à la suite d'une interrogation de Donati lui-même, De Marchi puis Marrone font succéder au corpus canonique du Maître de 1310 les premières œuvres du corpus du Maître de la Maestà civique de Pistoia tel que défini par Donati en 1976, celles les plus marquées par le maître de 1310, à savoir principalement les deux polyptyques conservés respectivement à la Pinacothèque de la collégiale Sant'Andrea (it) d'Empoli et au Musée diocésien d’art sacré de Popiglio (it). Sa période d'activité est ainsi étendu jusqu'au milieu du siècle.
Né à la fin du XIIIe siècle, Lazzerino Castelli est probablement mort comme beaucoup de sa génération de la peste noire qui s'est déclarée en 1348, puisque bien que très régulièrement mentionné de 1324 à 1346, son nom n'apparaît plus au-delà de 1346, et nous savons avec certitude qu’il est décédé avant 1376, date d'un document où son fils Iacopo est appelé « de feu Lazare ».
Dans ce même article, Marrone propose d'identifier le Maître de la Maestà civique de Pistoia et le Maître de Popiglio à deux des fils de Castelli, respectivement Tommaso et Iacopo.

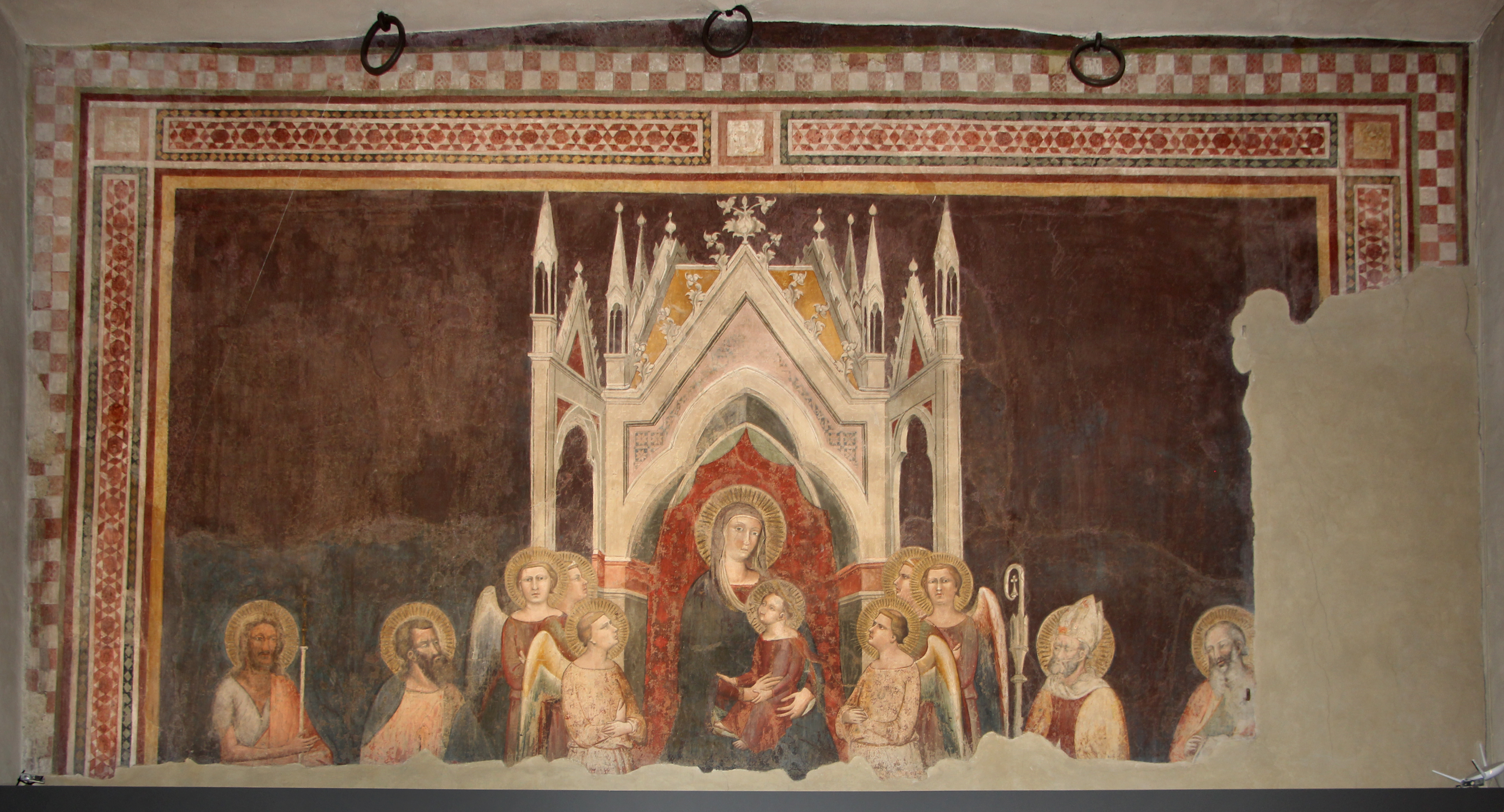
Maître de la Maestà civique de Pistoia (Tommaso di Lazzero ?): Maestà (v. 1345-50), Pistoia, Hôtel de ville
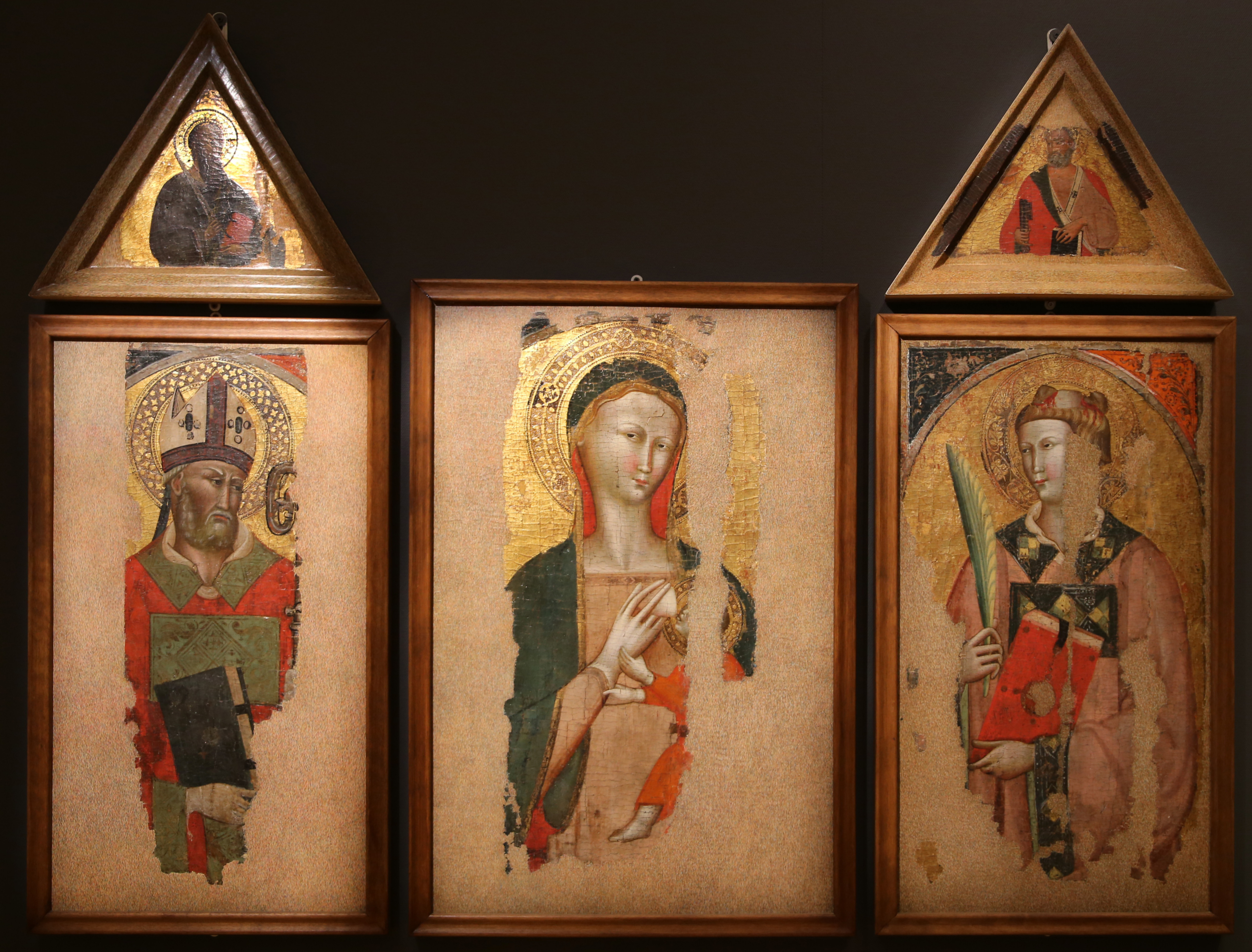
Maître de Popiglio (Iacopo di Lazzero ?): Vierge au lait et saints (c. 1345), Popiglio, Museo di arte sacra